# Präsidentschafts- und Parlamentswahl in Chile 2009/2010
Die Präsidentschafts- und Parlamentswahl in Chile 2009/2010 fand am 13. Dezember 2009 statt. Die Stichwahl der Präsidentenwahl wurde am 17. Januar 2010 durchgeführt.
Bei ihr wurden der Präsident der Republik und die Mitglieder des Nationalkongress (120 Mandate in der Abgeordnetenkammer und 18 von 38 Mandate im Senat) gewählt.
Bei den Präsidentschaftswahl wurde der Unternehmer Sebastián Piñera zum Nachfolger der scheidenden Präsidentin Michelle Bachelet gewählt. Bachelet gehörte dem Mitte-links-Bündnis Concertación an, das seit der Rückkehr zur Demokratie 1989 den chilenischen Präsidenten stellte. In ihrer Amtszeit hatte sie die Sozialgesetzgebung vorangetrieben und das Land dank geschickter Entscheidungen gut durch die Finanzkrise gebracht. Trotz hoher Zustimmungsraten durfte sie nicht erneut kandidieren, weil das chilenische Wahlrecht zwei aufeinander folgende Amtszeiten verbietet.
Das regierende Mitte-links-Bündnis nominierte in turbulenten Vorwahlen Eduardo Frei als Kandidaten, der bereits zwischen 1994 und 2000 Präsident Chiles gewesen war. Das oppositionelle Rechtsparteienbündnis Alianza por Chile schickte Sebastián Piñera ins Rennen, der vier Jahre zuvor noch in der Stichwahl gegen Bachelet gescheitert war. Ein weiterer Kandidat war Marco Enríquez-Ominami, der vor der Wahl noch der Concertación angehört hatte. Er wollte ursprünglich für das Regierungsbündnis antreten, die Parteiführung lehnte seine Teilnahme an den internen Vorwahlen jedoch ab. Daraufhin trat er aus der Concertación aus und nahm als unabhängiger Kandidat an der Wahl teil. Der vierte Kandidat Jorge Arrate war ebenfalls aus Ärger über den Nominierungsprozess aus dem Regierungsbündnis ausgeschieden. Der frühere Minister trat jedoch nicht als Unabhängiger an, sondern wurde von dem linken Bündnis Juntos Podemos Más nominiert.
Erwartungsgemäß gewann Sebastián Piñera den ersten Wahlgang am 13. Dezember 2009 mit großem Vorsprung. Er erreichte rund 44 Prozent der Stimmen, was jedoch nicht zur absoluten Mehrheit reichte, so dass eine Stichwahl nötig wurde. Auf den zweiten Platz schaffte es Eduardo Frei mit etwa 29 Prozent der Stimmen. Er erreichte damit zwar ebenfalls die Stichwahl, hatte damit aber das schlechteste Ergebnis der Concertación seit 1989 zu verantworten. Marco Enriquez-Ominami gelang mit rund 20 Prozent der Stimmen ein bemerkenswertes Ergebnis, er schied jedoch ebenso aus wie Jorge Arrate, der lediglich sechs Prozent erhielt. Zeitgleich mit dem ersten Wahlgang der Präsidentschaftswahlen fanden auch Parlamentswahlen statt. Die Stichwahl am 17. Januar 2010 konnte Piñera knapp für sich entscheiden.
Piñera war der erste Vertreter des rechten Parteienbündnisses, der in Chile nach der Rückkehr zur Demokratie eine Präsidentschaftswahl gewinnen konnte. Die Concertación landete erstmals in der Opposition und musste sich in der Folge neu aufstellen. Für Piñeras Wahlerfolg gab es mehrere Gründe: Das Regierungsbündnis war durch den chaotischen Nominierungsprozess geschwächt, Piñera gelang es, sein Wählerspektrum auf die Mittelschicht auszuweiten, die traditionell dem Mitte-links-Bündnis nahesteht, und sein eigenes Bündnis zeichnete sich während des Wahlkampfes durch ungewohnte Geschlossenheit aus.

## Ausgangslage

### Politische Rahmenbedingungen

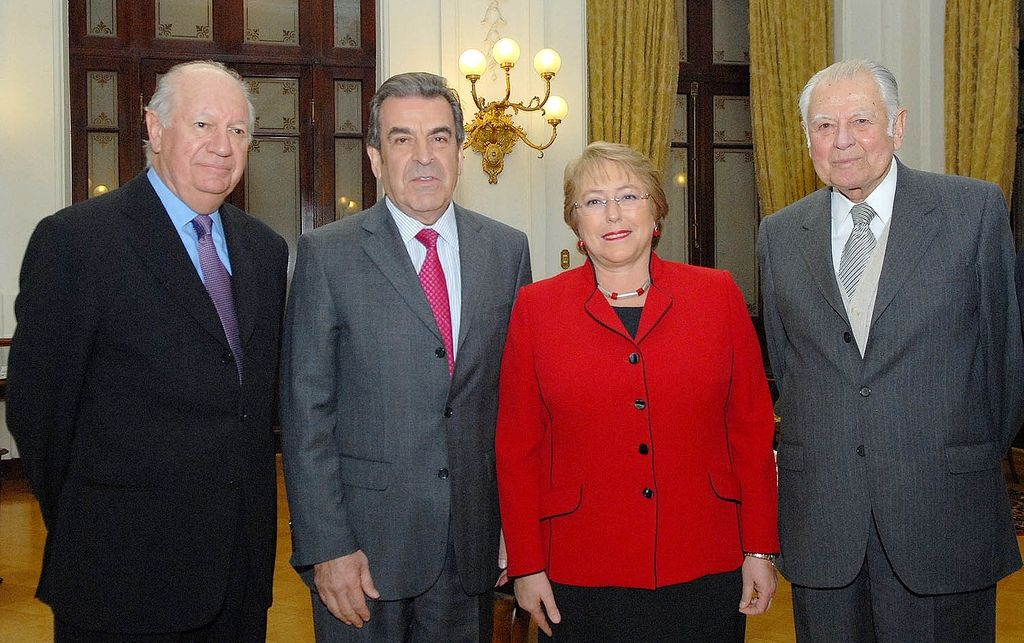
Die vier Präsidenten der Concertación: Ricardo Lagos, Eduardo Frei, Michelle Bachelet und Patricio Aylwin (von links)

Charakteristisch für das politische System Chiles ist die Blockbildung der politischen Parteien. Bedingt durch das binomiale Wahlrecht, das die beiden stärksten Bündnisse begünstigt, bildeten sich nach der Rückkehr zur Demokratie zwei politische Blöcke heraus, die das politische Geschehen bestimmen. Dies ist auf der einen Seite das Mitte-links-Bündnis Concertación, das zum Sturz der Militärdiktatur beigetragen hat und seitdem die Regierung stellte. Es bestand aus den vier Parteien Partido Demócrata Cristiano (PDC), Partido Socialista (PS), Partido por la Democracia (PPD) und Partido Radical Socialdemócrata (PRSD). In den Anfangsjahren stellten die Christdemokraten mit Patricio Aylwin und Eduardo Frei zwei Mal den Präsidenten, darauf folgten Ricardo Lagos von der sozialistischen PPD und Michelle Bachelet von der PS. Mit einer Regierungsdauer von zwanzig Jahren stellte die Concertación das bis dato stabilste politische Bündnis Chiles dar. Auf der anderen Seite des politischen Spektrums bildete sich das Rechtsparteienbündnis Alianza por Chile, in dem sich Pinochets Unterstützer sammelten. Ihm gehörten die rechtskonservative Unión Demócrata Independiente (UDI) und die moderatere Renovación Nacional (RN) an.
Im Vorfeld der Präsidentschafts- und Parlamentswahlen 2009 hatten sich den beiden politischen Bündnissen weitere Parteien angeschlossen. Das Regierungsbündnis verband sich für die Parlamentswahlen mit der Partido Comunista (PC). Dazu wurden in einigen Wahlkreisen wenig aussichtsreiche Kandidaten nominiert, um der Kommunistischen Partei zu Parlamentssitzen zu verhelfen. Im Gegenzug erhoffte man sich davon eine Unterstützung der PC in einem möglichen zweiten Wahlgang der Präsidentschaftswahlen. Dem Parteienbündnis um Piñera schloss sich die kurzlebige liberale Partei ChilePrimero an, die als Abspaltung der PPD zunächst einem unabhängigen Bündnis angehört hatte und bei den Kommunalwahlen 2008 durch überraschende Erfolge aufgefallen war. Unter der Führung von Alberto Precht, der sich zum Piñera-Anhänger erklärte, vollzog ChilePrimero einen innerparteilich umstrittenen Rechtsruck und wechselte in das Rechtsbündnis. Auf die Wechselstimmung im Land hoffend, trat das Bündnis nicht mehr unter dem Namen Alianza por Chile an, sondern nannte sich jetzt Coalición por el Cambio („Koalition für den Wechsel“). Im allgemeinen Sprachgebrauch wurde jedoch weiterhin der alte Name beibehalten. Zu den Präsidentschaftswahlen traten zwei weitere Bündnisse an: Der unabhängige Kandidat Marco Enríquez-Ominami wurde durch das Bündnis Nueva Mayoría para Chile unterstützt, das sich aus der Partido Ecologista de Chile (PECH) und der Partido Humanista (PH) zusammensetzte. Jorge Arrate erhielt Unterstützung durch das Bündnis Juntos Podemos Más, das aus der Partido Comunista und Izquierda Cristiana (IC) bestand.

### Bilanz der Präsidentschaft Bachelet

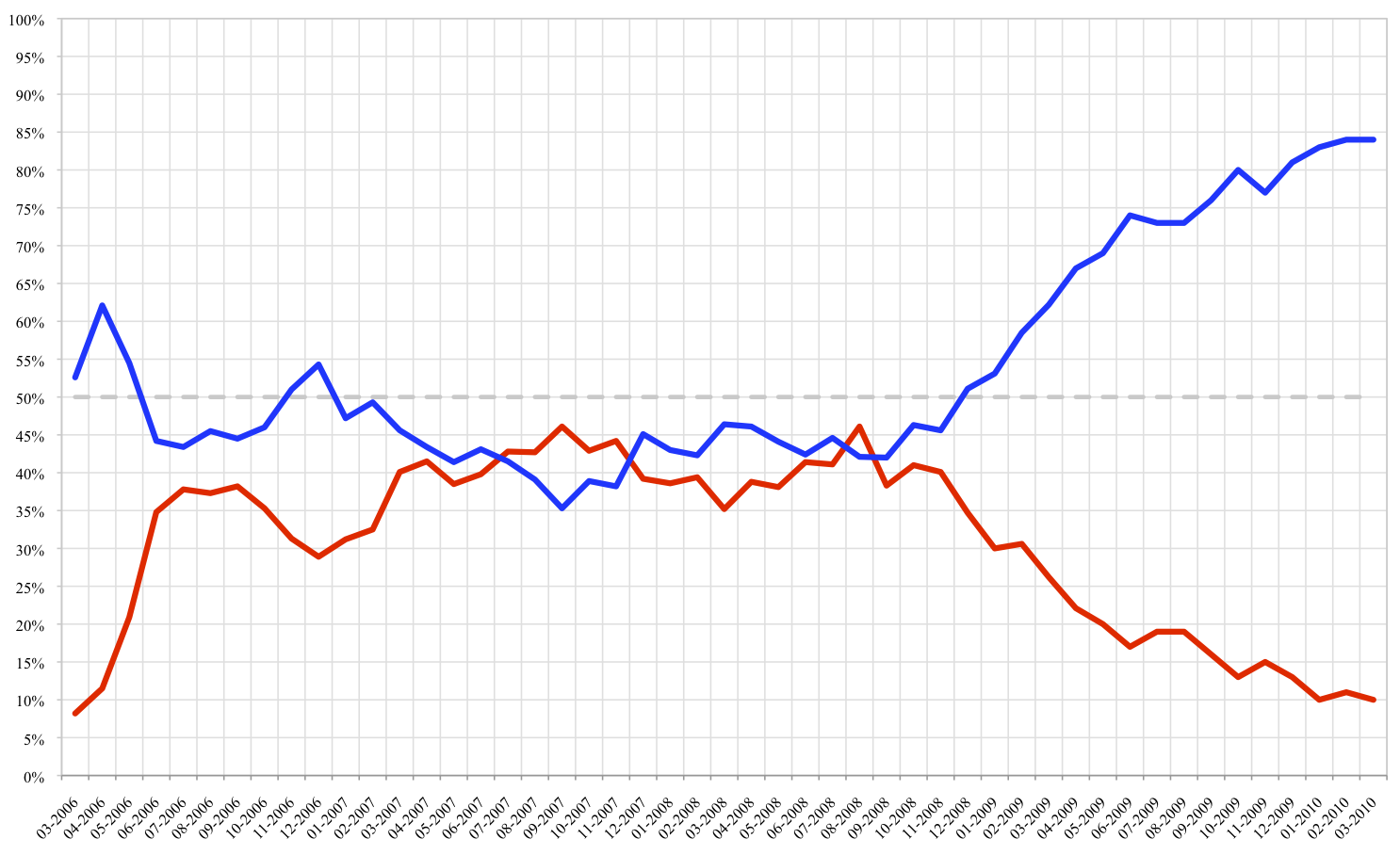
Zustimmungs- (blau) und Ablehnungsraten (rot) für Michelle Bachelet, erhoben von Adimark

Die Sozialistin Michelle Bachelet hatte die Präsidentschaftswahl 2005/2006 in einer Stichwahl gegen den Kandidaten der Alianza por Chile, Sebastián Piñera, für sich entschieden. Sie war damit die erste Präsidentin Chiles und die erste Präsidentin eines lateinamerikanischen Landes, das nicht zuvor von ihrem Ehemann regiert worden war. Zu Beginn ihrer Präsidentschaft wirkte Bachelets Regierung instabil. Die chilenischen Schüler gingen auf die Straße, um für eine bessere und gerechtere Bildung zu demonstrieren, und das neue Verkehrskonzept in der Hauptstadt Santiago erlebte einen chaotischen Start. In der zweiten Hälfte ihrer Amtszeit gelang es ihrer Regierung, in ruhigeres Fahrwasser zurückzukehren. Die Probleme beim neuen Transportsystem Santiagos nahmen schrittweise ab und es unterliefen ihr grundsätzlich weniger Fehler. Das Hauptaugenmerk ihrer Regierungszeit lag auf Verbesserungen der sozialen Sicherungssysteme, denn obwohl sich Chile in den vergangenen Jahren wirtschaftlich gut entwickelt hatte, waren die Einkommen nach wie vor ungerecht verteilt. Bachelet setzte auf den Ausbau von Kinderkrippen, führte eine staatliche Mindestrente ein, erweiterte die Gesundheitsversorgung und forcierte den sozialen Wohnungsbau. Obwohl noch umfassendere Reformen im Bereich des Bildungs- und des Gesundheitssystems nötig gewesen wären, blieben diese Bereiche von ihr weitgehend unangetastet.
Die weltweite Finanzkrise ab 2007 traf Chile nicht so hart wie andere Länder der Region, was vor allem an den Maßnahmen der Regierung Bachelets lag: Um die Krise zu bewältigen, legte sie ein Investitionsprogramm von vier Milliarden US-Dollar auf, das Infrastrukturprojekte und sozialpolitische Maßnahmen finanzieren sollte. Leisten konnte sich der chilenische Staat diese Ausgaben nur, weil Bachelets Regierung die immensen Einnahmen aus dem Kupferexport – ein wesentliches Standbein der chilenischen Wirtschaft – nicht direkt reinvestiert, sondern für schlechtere Zeiten beiseitegelegt hatte. Dank der erfolgreichen Krisenbewältigung erhielt Bachelet gegen Ende ihrer Präsidentschaft Zustimmungsraten von über 80 Prozent; die höchsten, die jemals einem chilenischen Präsidenten zuteilwurden. Zwar hätten diese Zahlen eine komfortable Ausgangsposition für eine Wiederwahl geboten, diese ist im chilenischen Wahlrecht jedoch verboten. Präsidenten, deren Amtszeit ausläuft, dürfen erst nach einer Unterbrechung durch einen anderen Kandidaten wieder für das Präsidentenamt kandidieren, so dass Bachelet erst wieder 2013 antreten durfte.

## Präsidentschaftskandidaten

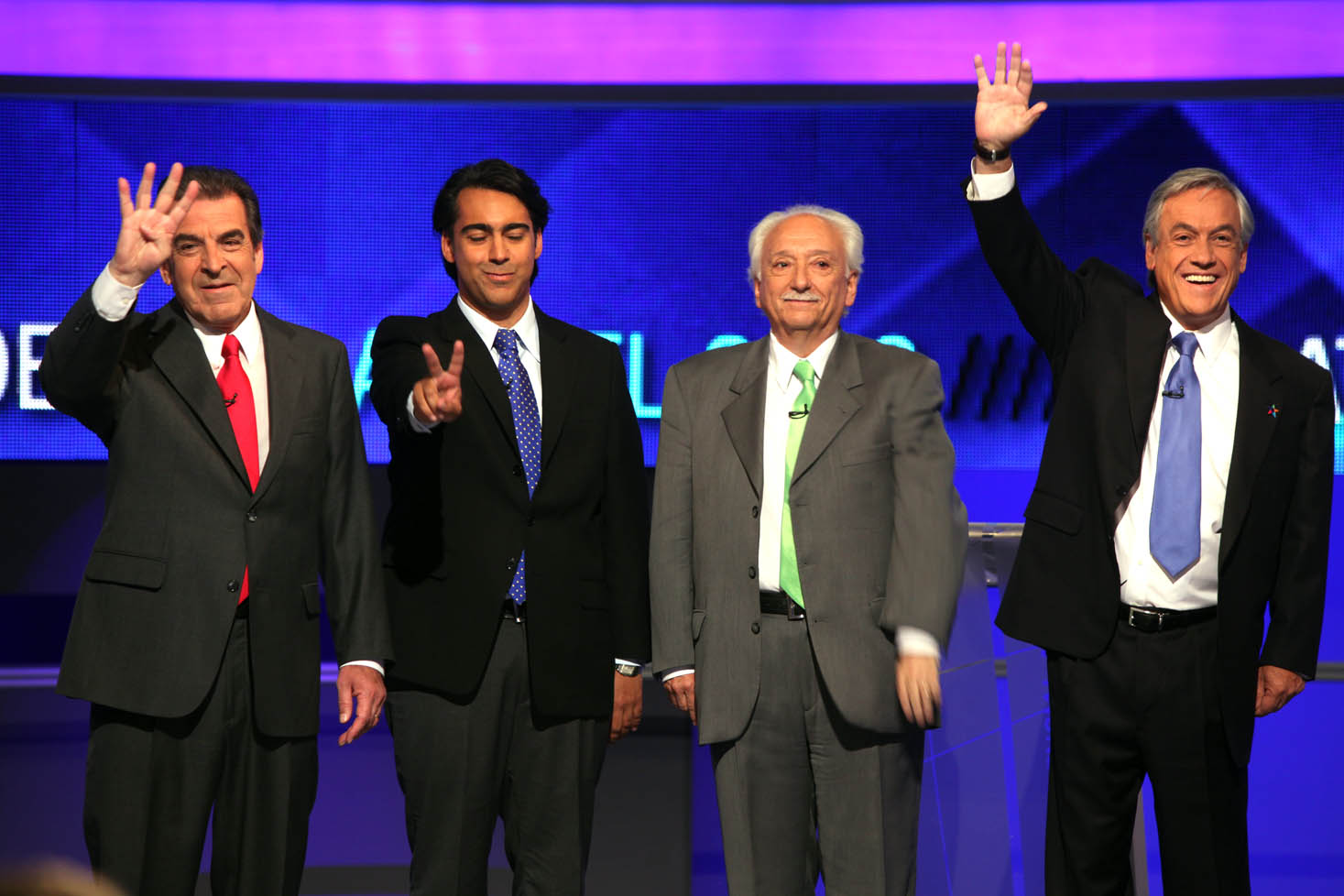
Die vier Kandidaten Eduardo Frei, Marco Enriquez-Ominami, Jorge Arrate und Sebastián Piñera (von links) bei einer TV-Debatte

### Eduardo Frei Ruiz-Tagle

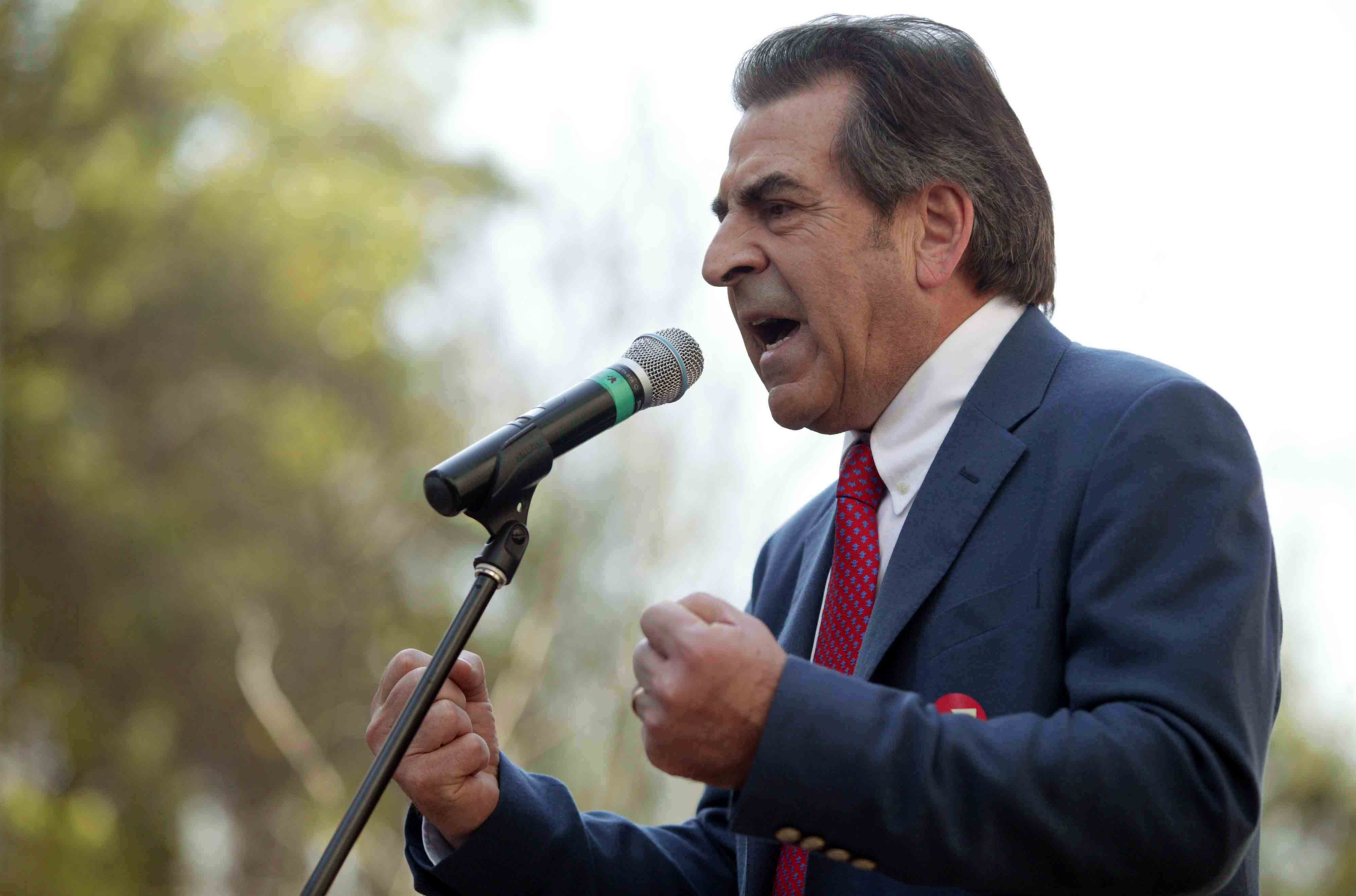
Eduardo Frei bei einer Wahlkampfveranstaltung im September 2009

Das Regierungsbündnis Concertación nominierte den Christdemokraten Eduardo Frei Ruiz-Tagle als Präsidentschaftskandidaten, der dieses Amt bereits von 1994 bis 2000 innehatte. Sein Vater Eduardo Frei Montalva war von 1964 bis 1970 ebenfalls Präsident Chiles gewesen. Zum Zeitpunkt seiner Nominierung war Frei Mitglied des chilenischen Senats. Die vier das Bündnis tragenden Parteien hatten sich erstmals darauf geeinigt, Vorwahlen abzuhalten, um ihren gemeinsamen Kandidaten zu bestimmen. Ursprünglich sollten neben Frei noch der frühere Präsident Ricardo Lagos (2000–2006) und der Generalsekretär der Organisation Amerikanischer Staaten (OAS), José Miguel Insulza, antreten, allerdings schieden beide bereits im Januar 2009 wieder aus dem Rennen aus. Lagos verzichtete auf eine Nominierung, weil ihn die geringe interne Unterstützung entmutigte. Sein Ausstieg im Januar 2009 kam jedoch auch zu spät, um Insulza einen entscheidenden Schub geben zu können, so dass dieser ebenfalls seinen Ausstieg erklärte.
Da die PDC, PS und PPD Frei unterstützten, sah es so aus, als blieben Frei die Vorwahlen erspart. Ende Januar jedoch erklärte der Vorsitzende des kleinsten Bündnispartners PRSD, Senator José Antonio Gómez, überraschend seine Kandidatur. Nach zähen Verhandlungen einigte sich die nationale Führung der Concertación auf einen Austragungsmodus der Vorwahlen, der insgesamt sechs Wahlgänge in verschiedenen Regionen Chiles vorsah. Angesichts der Kräfteverhältnisse und der hohen Wahlkampfkosten verständigten sich beide Seiten darauf, dass Gómez seine Kandidatur zurückzieht, falls Frei im ersten Wahlgang einen Vorsprung von mehr als 20 Prozent erzielen sollte. Bei den Abstimmungen am 5. April 2009, die in der Región O’Higgins und der Región del Maule stattfanden, erhielt Frei knapp 65 Prozent der Stimmen und wurde dadurch offizieller Präsidentschaftskandidat des Regierungsbündnisses.

### Sebastián Piñera

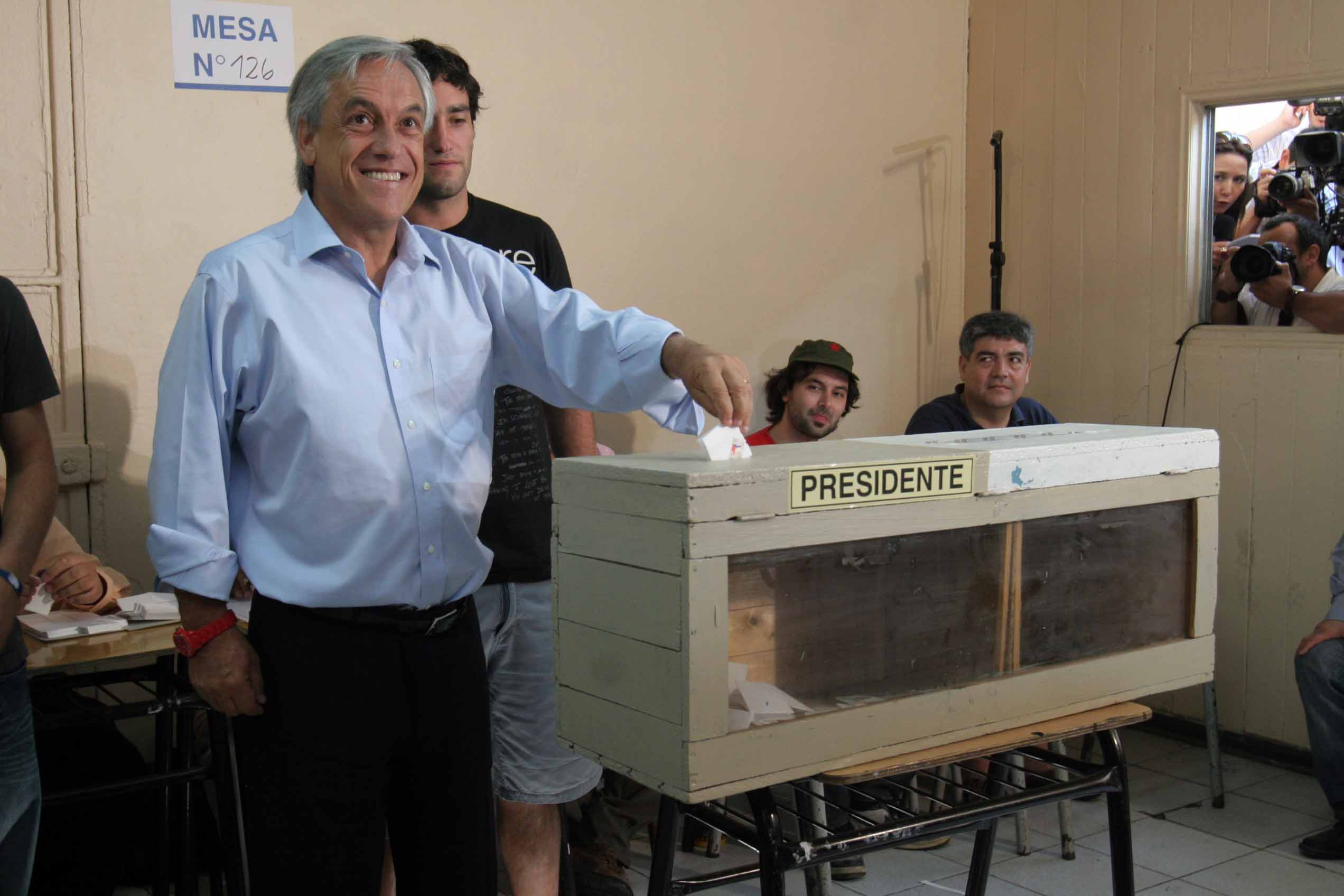
Sebastián Piñera bei der Stimmabgabe im zweiten Wahlgang

Das oppositionelle Rechtsparteienbündnis entschied sich ohne interne Vorwahlen für den Unternehmer Sebastián Piñera von der konservativen Renovación Nacional. Er besitzt Anteile an der Fluglinie LAN Airlines, dem Fußballverein CSD Colo-Colo sowie dem Fernsehsender Chilevisión und gilt als einer der reichsten Menschen Chiles.
Piñera hatte bereits an den vorigen Präsidentschaftswahlen teilgenommen. Damals konnten sich die beiden Parteien, die das rechte Bündnis bildeten, nicht auf einen gemeinsamen Kandidaten einigen, so dass sie jeweils mit einem eigenen Kandidaten antraten. Die UDI nominierte Joaquín Lavín, der bereits bei den Wahlen 1999 angetreten war. Für die RN kandidierte Sebastián Piñera, der es auch in die Stichwahl schaffte. Dort musste er sich allerdings der Sozialistin Michelle Bachelet geschlagen geben. Trotz seiner Niederlage wurde er für die folgenden Wahlen schnell wieder als möglicher Kandidat ins Spiel gebracht. Nach Bachelets Amtsantritt hatte Piñera sich weitgehend aus der Politik zurückgezogen, in Meinungsumfragen konnte er dennoch weiterhin gute Werte erzielen. Daher verzichtete das Rechtsbündnis auf Vorwahlen und nominierte ihn kampflos zu seinem Präsidentschaftskandidaten. Seine offizielle Ernennung erfolgte am 1. September 2009 auf einem groß angelegten Festakt in Santiago, an dem mehr als 10.000 Anhänger teilnahmen.

### Marco Enríquez-Ominami

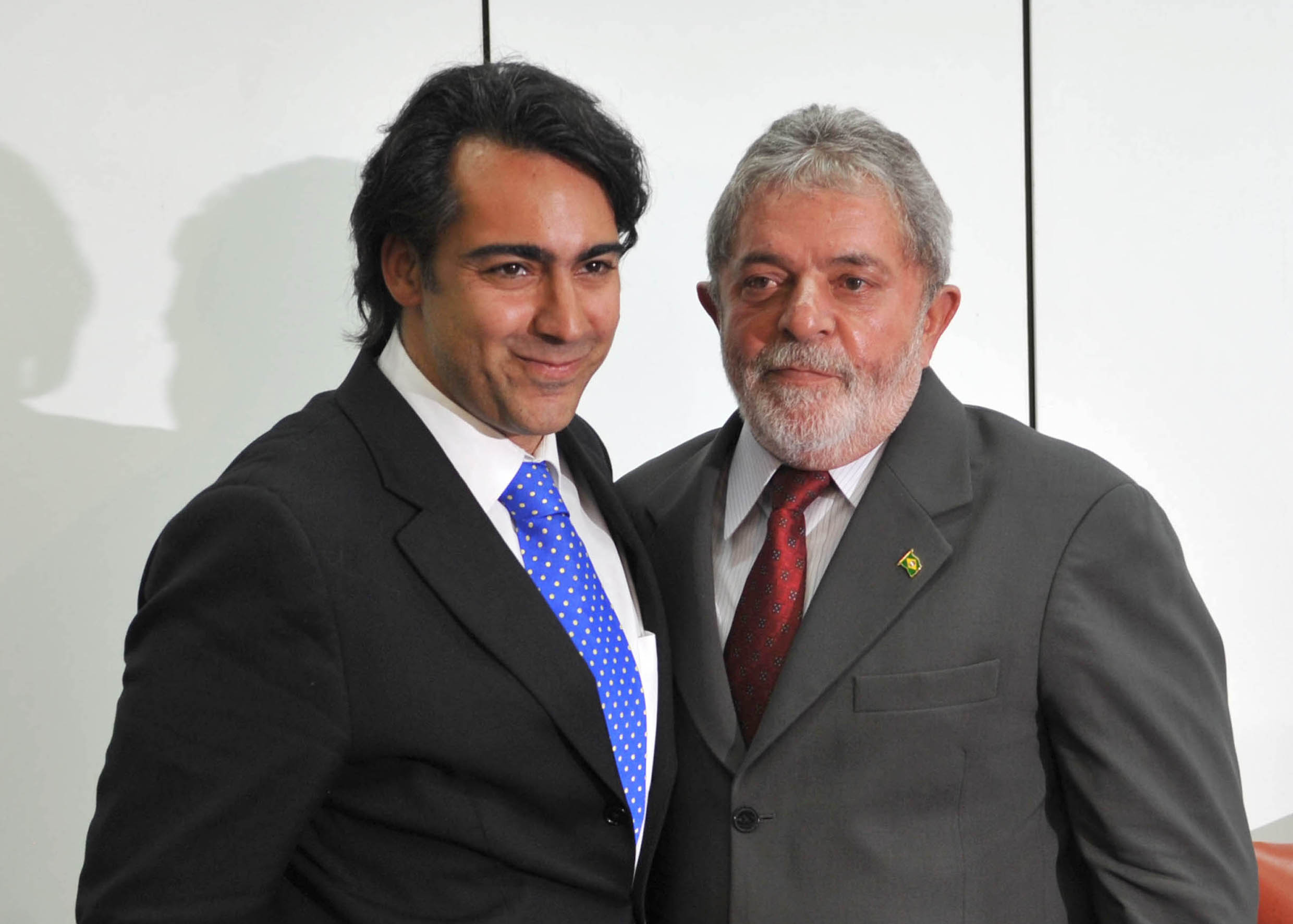
Marco Enríquez-Ominami (l.) mit dem brasilianischen Präsidenten Lula

Marco Enríquez-Ominami trat als unabhängiger Kandidat an. Seine Familie stand der politischen Elite nahe: Sein Vater war der MIR-Gründer Miguel Enríquez, der 1974 von Pinochets Geheimpolizei DINA ermordet wurde; seine Mutter war die Tochter eines früheren Senators und Mitbegründers der christdemokratischen PDC. Später nahm er zusätzlich den Namen seines Adoptivvaters Carlos Ominami an, der Minister in der ersten Concertación-Regierung gewesen ist und zum Zeitpunkt von Enríquez-Ominamis Kandidatur Mitglied des Senats war.
Enríquez-Ominami selbst war in der Filmbranche tätig sowie seit 2005 Mitglied der Abgeordnetenkammer für die PS und damit Teil der Concertación. Er hatte im Januar 2009 sein Interesse an einer Kandidatur als Vertreter des Regierungsbündnisses bekundet, war jedoch ebenso wie Senator Alejandro Navarro vom Chef der PS, Camilo Escalona, übergangen worden, da er ihre Chancen als zu gering einstufte. Aus Ärger über den geschlossenen Auswahlprozess innerhalb der Concertación traten beide im Juni aus der PS aus und kündigten eigene, unabhängige Kandidaturen an. Während Navarro seine Kandidatur wieder zurückzog, gelang es Enríquez-Ominami bis August, die 36.000 Unterschriften zu sammeln, die nötig sind, um als unabhängiger Kandidat antreten zu dürfen.

### Jorge Arrate

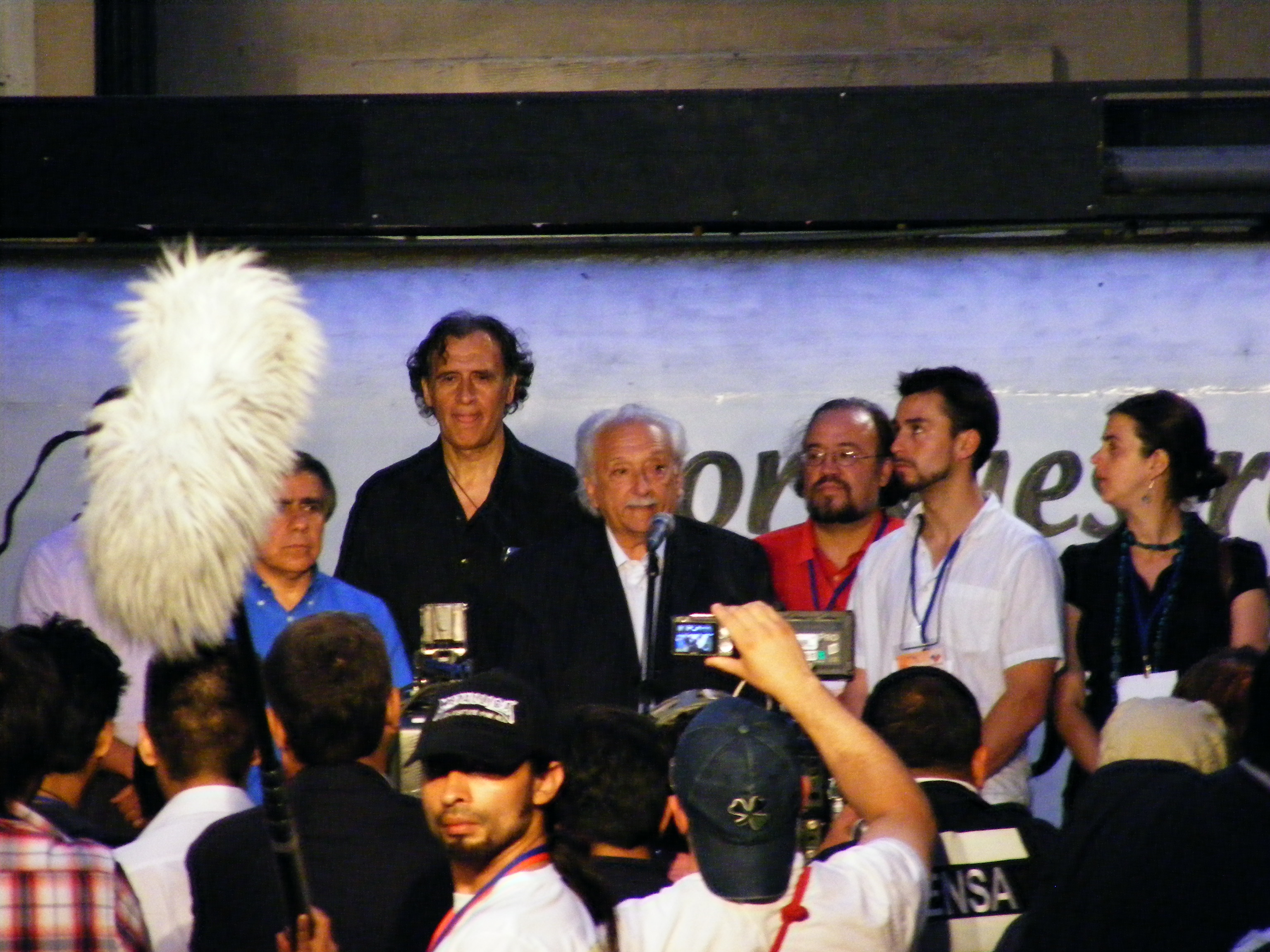
Jorge Arrate am Wahltag

Der vierte Präsidentschaftskandidat war Jorge Arrate. In den 1970er Jahren war er bereits Minister unter dem sozialistischen Präsidenten Salvador Allende. Während der Diktatur befand er sich im Exil und organisierte dort den Widerstand der Chilenen, die das Land verlassen hatten. Als Mitglied der PS war er nach der Rückkehr zur Demokratie Mitglied der Regierungen Aylwin, Frei und Lagos. 2007 verkündete er, die Zeit der Concertación sei beendet. Wie Enríquez-Ominami trat auch Jorge Arrate im Frühjahr 2009 aus der PS aus, weil er den geschlossenen Auswahlprozess der Concertación missbilligte.
Statt wie dieser als unabhängiger Kandidat anzutreten, schloss er sich der kommunistischen Partido Comunista (PC) an, die dem außerparlamentarischen Wahlbündnis Juntos Podemos Más angehörte. Am 25. April 2009 setzte sich Arrate gegen den Vorsitzenden der Partido Humanista Chileno (PH), Tomás Hirsch, durch, der das Bündnis bereits bei den vorigen Präsidentschaftswahlen vertreten hatte. Während des Wahlkampfes versagte ihm die PH die Gefolgschaft und unterstützte ab Juli den unabhängigen Kandidaten Enríquez-Ominami.

## Wahlkampf
Der Wahlkampf für die Präsidentschafts- und die Parlamentswahlen begann bereits weitaus früher, als es die chilenische Verfassung vorschreibt, die eine Kampagnendauer von einem Monat vorsieht. Allerdings sorgten die ungewöhnlichen Nominierungsprozesse der Präsidentschaftskandidaten dafür, dass dem Wahlkampf schon viel früher große Aufmerksamkeit zuteilwurde. Als entscheidende Themen identifizierten die chilenischen Wähler vor allem die Bekämpfung der Kriminalität, Reformen im Bildungs- und Gesundheitssystem, die Reduzierung der hohen Arbeitslosigkeit und eine Erhöhung der Löhne. Obwohl dies bekannt war, blieb der Wahlkampf für viele Beobachter eine Enttäuschung; die Kandidaten blieben in ihren Positionen vage und die aufwendig erstellten Regierungsprogramme wurden erst spät oder gar nicht veröffentlicht. Die Fernsehdebatten nutzten die Kandidaten in erster Linie, um ihre Konkurrenten in Verruf zu bringen, anstatt sich selbst und ihre Positionen hervorzuheben. In den Jahren seit der Transition ist es in chilenischen Wahlkämpfen allerdings üblich, dass die Kandidaten versuchen, populäre Themen zu besetzen und sich mit konkreten Lösungsvorschlägen zurückhalten.

### Freis Kampagne

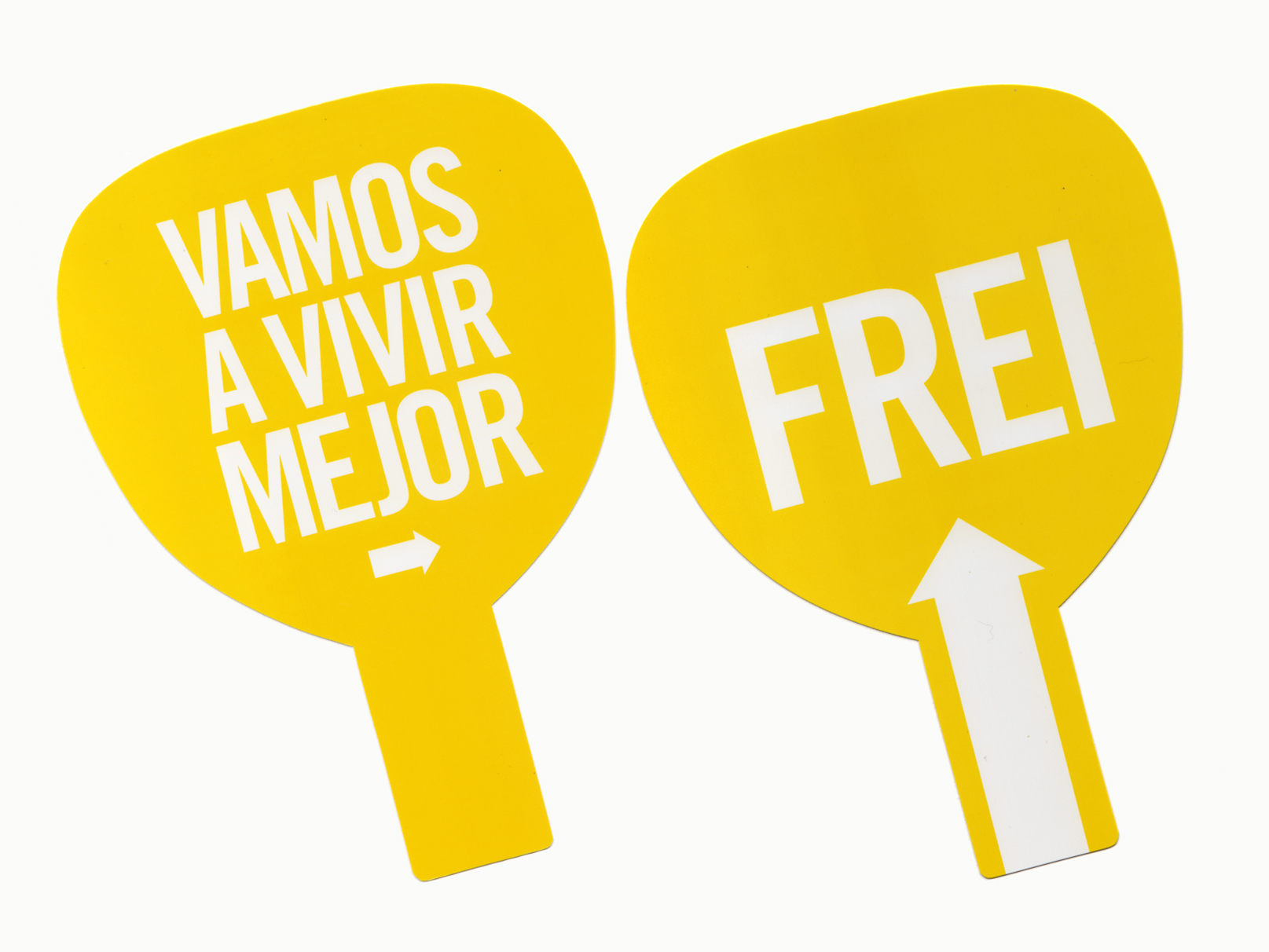
„Wir werden besser leben“ – Wahlkampfslogan von Eduardo Frei

Das Regierungsprogramm Freis sollte nicht wie üblich von Parteivertretern erstellt werden, sondern von unabhängigen Personen. Die Concertación erhoffte sich davon, Frei als modern und bürgernah präsentieren zu können, was jedoch zu Schwierigkeiten innerhalb des Parteienbündnisses führte. Die unabhängigen Gremien, die als „Oceanos Azules“ bezeichnet wurden, trugen Grundlagen eines Regierungsprogrammes zusammen. Nachdem sich Kritik in den Parteien regte, dass sie aus diesem Prozess nicht ausgeschlossen sein möchten, wurden Kommissionen gebildet, in denen nun auch Vertreter der Parteien Platz fanden. Die Ergebnisse der Kommissionen wurden schließlich dem Kandidaten übergeben, fanden sich jedoch in dessen endgültigem Programm kaum wieder.
Inhaltlich setzte Frei auf soziale Themen. Er wollte die Politik der kleinen Schritte zur Verbesserung der Sozialleistungen fortsetzen, die Michelle Bachelet begonnen hatte, und sich damit die Beliebtheit der amtierenden Präsidentin zunutze machen. Im Bereich der Gesundheits- und Bildungspolitik stellte er erweiterte Leistungen für Neugeborene und höhere Löhne für Lehrer in Aussicht. Energiepolitisch sprach er sich für Solaranlagen in der Atacamawüste und verstärkte Biomasse-Gewinnung in Südchile aus.
Je näher der Wahltermin rückte, desto mehr holte der Unabhängige Marco Enríquez-Ominami in Umfragen auf. Lagen Frei und er im Juni 2009 noch 17 Prozent auseinander, waren es einen Monat vor der Wahl nur noch sieben Prozent. Im Lager der Concertación machte sich die Befürchtung breit, Frei könne gar die Stichwahl verpassen. Allzu scharfe Angriffe konnte sich Frei gegen seinen jungen Kontrahenten jedoch nicht leisten, da er in einer möglichen Stichwahl auf die Stimmen von Enríquez-Ominamis Anhängern angewiesen war.

### Piñeras Kampagne

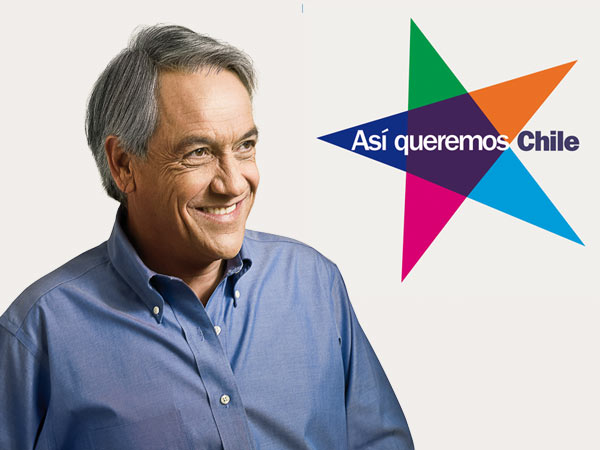
„Wie wir Chile wollen“ – Wahlkampfslogan von Sebastián Piñera

Piñera führte einen Wahlkampf, der sich deutlich von seinem letzten unterschied. Bei der vorigen Präsidentschaftswahl hatte er Bachelet stark angegriffen: Als Frau sei sie zwar sympathisch, ihr würden aber die Charaktereigenschaften und Fähigkeiten fehlen, ein Land zu führen. Diese harte Gangart hatte 2005/2006 nicht zum Erfolg geführt und war auch angesichts der großen Zustimmungsraten für die Präsidentin nicht ratsam. Daher lobte er stattdessen die bisherige Regierungsarbeit Bachelets und rühmte ihre Sozialgesetzgebung. Allerdings sei das Regierungsbündnis nach 20 Jahren an der Macht zu verbraucht, um den Herausforderungen des Landes noch Herr zu werden. Stattdessen müssten Fehler der Concertación in manchen Politikfeldern dringend korrigiert und die Zukunft des Landes von einer unverbrauchten Alternative gestaltet werden.
Er setzte in seinem Wahlkampf auf positive Botschaften. Inhaltlich fokussierte er sich auf zwei Themen, nämlich die Bekämpfung der Kriminalität und die Schaffung von einer Million neuen Arbeitsplätzen durch stetiges Wirtschaftswachstum. Als erfolgreicher Unternehmer warb er mit seinem effizienten Managementstil. Wirtschaftspolitisch setzte er auf Steuererleichterungen und die Privatisierung staatlicher Unternehmen. Er kündigte an, einen Teil des Staatskonzerns Codelco zu verkaufen, um den weltgrößten Kupferproduzenten dadurch wettbewerbsfähiger zu machen.
Piñera vereinigte in Umfragen stets die Mehrheit der Stimmen auf sich, und einen Monat vor der Wahl ging knapp die Hälfte der Chilenen davon aus, dass er die Wahl für sich entscheiden werde. Aufgrund dieser Einschätzungen vermied Piñera direkte Konfrontationen mit seinen Gegnern, sondern überließ es Frei und Enríquez-Ominami sich gegenseitig Stimmen abzujagen. Besonders hohe Zustimmungsraten erhielt Piñera in höher gebildeten Schichten; bei sozial Schwachen und in ländlichen Regionen konnte er hingegen weniger stark punkten. Schuld daran war vor allem Piñeras Image als kühler Geschäftsmann. Viele Wähler waren zudem skeptisch, ob man jemandem, der schon im wirtschaftlichen Bereich über eine große Machtfülle verfügte, diese auch noch im politischen Bereich übertragen sollte. Andererseits wurde vorgebracht, dass er wegen seines großen Vermögens weniger anfällig für Korruption sein dürfte.

### Enríquez-Ominamis Kampagne

Wahlkampflogo von Marco „ME-O“ Enríquez-Ominami

Enríquez-Ominami trat mit dem Wahlkampfslogan „Marco por ti“ - „Marco für dich“ - an. Er führte einen stark auf seine Person zugeschnittenen Wahlkampf und wollte vor allem mit seiner eigenen Lebensgeschichte und seinem persönlichen Charme punkten. Darüber hinaus hatte er die modernste Kampagne der vier Kandidaten, während der er meist unter dem Kürzel „ME-O“ auftrat. Er führte einen intensiven Onlinewahlkampf, wozu er eine eigene Website betrieb, deren Layout sich an den gängigen sozialen Netzwerken orientierte. Weil er früher selbst beruflich in der Filmbranche tätig war, zeigte er sich im Umgang mit den Medien als sehr gewandt, wodurch ihm unverhältnismäßig viel Aufmerksamkeit in der Berichterstattung zuteilwurde. Neben den chilenischen berichteten auch internationale Medien über das „Phänomen ME-O“, darunter das renommierte amerikanische Nachrichtenmagazin Newsweek.
Inhaltlich blieb er wie seine Kontrahenten zurückhaltend. Er plante eine Reform des binomialen Wahlrechts, verschwieg aber, in welcher Ausgestaltung. Das Gesundheits- und das Bildungssystem sollten einen größeren Etat zur Verfügung gestellt bekommen. Die dafür nötigen Mehreinnahmen wollte er durch höhere Steuern und höhere Abgaben ausländischer Unternehmen erzielen. Ebenso wie der Konservative Piñera setzte Enríquez-Ominami vor allem auf die allgemeine Wechselstimmung im Land. Er grenzte sich auf der einen Seite als junger und frischer Kandidat von seinen älteren und im Politbetrieb erfahreneren Konkurrenten ab. Auf der anderen Seite richtete er sich so offen wie keiner der anderen Kandidaten gegen das bestehende politische Establishment.
Wenig überraschend punktete Enríquez-Ominami mit seiner Kampagne in erster Linie bei jungen Wählern. Auf diese Zielgruppe zu bauen, war allerdings riskant, weil bei dieser Präsidentschaftswahl die Eintragung ins Wahlregister noch freiwillig war, so dass ein Großteil der jungen Wähler gar keine Wahlberechtigung hatte. Enríquez-Ominami konzentrierte seinen Wahlkampf auf die großen Städte des Landes, wo er wesentlich mehr Zuspruch erhielt als in den ländlichen Regionen. Deshalb trat er auch nur auf wenigen Veranstaltungen in kleineren Städten mit bis zu 20.000 Einwohnern auf. Seine Attacken richteten sich in erster Linie gegen den Mitkonkurrenten Eduardo Frei, da ihnen beiden die besten Chancen eingeräumt wurden, mit Piñera in die Stichwahl einzuziehen. Umfragen einen Monat vor der Wahl erweckten gar den Eindruck, dass Enríquez-Ominami in einer solchen Stichwahl gegen Piñera bessere Chancen hätte als Frei.

### Arrates Kampagne

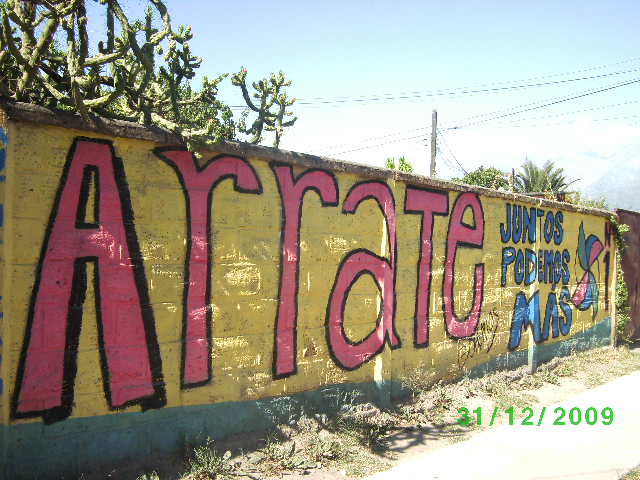
Graffiti eines Arrate-Anhängers

Arrate orientierte sich in seinem Wahlkampf an lateinamerikanischen Ländern wie Venezuela oder Bolivien, in denen linke Regierungen an die Macht gekommen waren. Wie dort strebte er eine Neugründung des Staatswesens an. Dafür benötige Chile eine neue Verfassung, eine politische Dezentralisierung und eine komplette Verstaatlichung des Kupfers. Zudem plante er, die Rechte der Arbeitnehmer zu stärken, indem er das Auslagern ihrer Arbeitskraft an Zwischenfirmen verbieten wollte. Ebenso wie seine Konkurrenten Frei und Enríquez-Ominami strebte er eine Reform des Gesundheits- und Bildungssystems an. Als einziger der vier Kandidaten befürwortete er außerdem eine Demilitarisierung des chilenischen Südens.
Arrates Kampagne zeichnete sich durch klassische linke Positionen aus. Er sprach damit eine linke Stammwählerschaft an, die auf etwa vier Prozent geschätzt wurde.

## Präsidentschaftswahl

### Erste Wahlgang
Der erste Wahlgang fand am 13. Dezember 2009 statt. Insgesamt waren etwa 8,25 Millionen Chilenen in das Wahlregister eingetragen und damit wahlberechtigt. Rund 6,97 Millionen nahmen an der Wahl teil, so dass die Wahlbeteiligung trotz Wahlpflicht nur 87,17 Prozent betrug.
Wie von den Umfragen vorhergesagt gewann Sebastián Piñera diesen Wahlgang mit 44,06 Prozent der Stimmen. Er hatte damit über eine Million Stimmen mehr erhalten als der Zweitplatzierte und einen Vorsprung von über 14 Prozent. Überraschend erreichte Piñera in allen 15 Regionen Chiles die meisten Stimmen, selbst in den ländlichen und ärmeren Regionen, deren Bewohner traditionell den Kandidaten der Concertación nahestehen. Da er die absolute Mehrheit verfehlte, wurde ein zweiter Wahlgang am 17. Januar 2010 nötig, um den künftigen Präsidenten Chiles zu ermitteln.
Die zweitmeisten Stimmen erhielt mit 29,6 Prozent der Kandidat der Regierungskoalition Eduardo Frei. Er erreichte damit zwar die Stichwahl gegen Piñera, das war jedoch lediglich das Minimalziel seiner Kampagne gewesen. Tatsächlich war das Ergebnis für die Concertación katastrophal, denn bei den Präsidentschaftswahlen seit 1989 hatten ihre Kandidaten nie weniger als 45 Prozent der Stimmen erhalten. Für die anstehende Stichwahl galt Frei als klarer Außenseiter, ein Sachverhalt machte seinem Wahlkampfteam jedoch Mut: Bei Bachelets Wahlsieg vier Jahre zuvor waren die beiden Kandidaten des Rechtsparteienbündnisses im ersten Wahlgang summiert sogar auf 48 Prozent der Stimmen gekommen. In der folgenden Stichwahl hatte es dennoch nicht für einen Wahlsieg gereicht.
Marco Enríquez-Ominami erreichte mit 20,14 Prozent der Stimmen einen Achtungserfolg und lag nur rund neun Prozent hinter dem Kandidaten des Regierungsbündnisses. Mit über einem Fünftel der Stimmen gelang ihm das beste Ergebnis, das ein unabhängiger Präsidentschaftskandidat seit 1989 erreicht hatte. Dennoch verpasste er damit den Einzug in die Stichwahl. Der Kandidat des Linksbündnisses Juntos Podemos Más, Jorge Arrate, erreichte 6,21 Prozent der Stimmen und konnte sich damit ebenfalls nicht für die Stichwahl qualifizieren. Er erreichte jedoch das beste Ergebnis des linken Bündnisses bei Präsidentschaftswahlen seit 1989.
Zeitgleich fanden auch Parlamentswahlen statt, bei denen sich der Trend der Präsidentschaftswahlen fortsetzte. Neu zu vergeben waren alle 120 Sitze des Abgeordnetenhauses und 18 der 38 Sitze des Senats. Bei den Wahlen zum Abgeordnetenhaus erreichte das oppositionelle Rechtsparteienbündnis 58 Sitze und konnte damit erstmals seit der Rückkehr zur Demokratie mehr Sitze erreichen als die Concertación, die 57 Mandate erhielt. Auch der Pakt mit der Kommunistischen Partei, die mit drei Abgeordneten ins Parlament einzog, konnte die knappe Niederlage nicht verhindern. Dem Regierungsbündnis gelang es in keinem der 60 Wahlkreise beide Mandate zu gewinnen, dem oppositionellen Parteienbündnis immerhin in einem. Im Senat verlor die Concertación ein Mandat, konnte ihre knappe Mehrheit aber verteidigen. Für landesweites Aufsehen sorgten die Wahlsiege einiger RN-Kandidaten über bekannte UDI-Senatoren. So verlor etwa der frühere Präsidentschaftskandidat Joaquin Lavín seinen Senatsposten an Francisco Chahuán. Die Kandidaten des Wahlbündnisses Nueva Mayoría por Chile, das Marco Enríquez-Ominamis Präsidentschaftskandidatur unterstützt hatte, konnte weder für das Abgeordnetenhaus noch für den Senat Mandate gewinnen, so dass auch er sein Mandat im Abgeordnetenhaus verlor.

### Vorbereitungen auf den zweiten Wahlgang

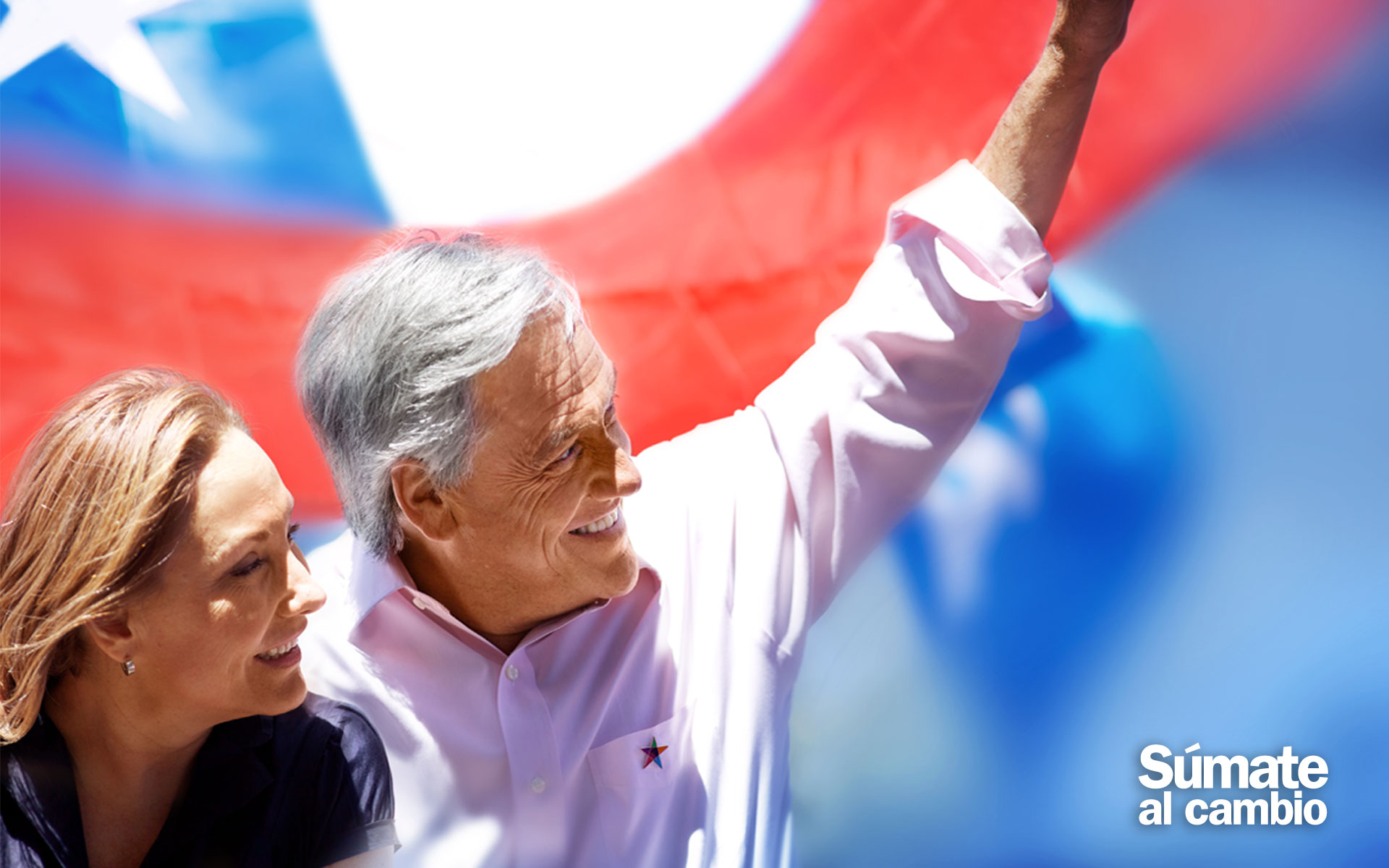
„Schließe dich dem Wechsel an“ - Piñeras Wahlkampfslogan für den zweiten Wahlgang

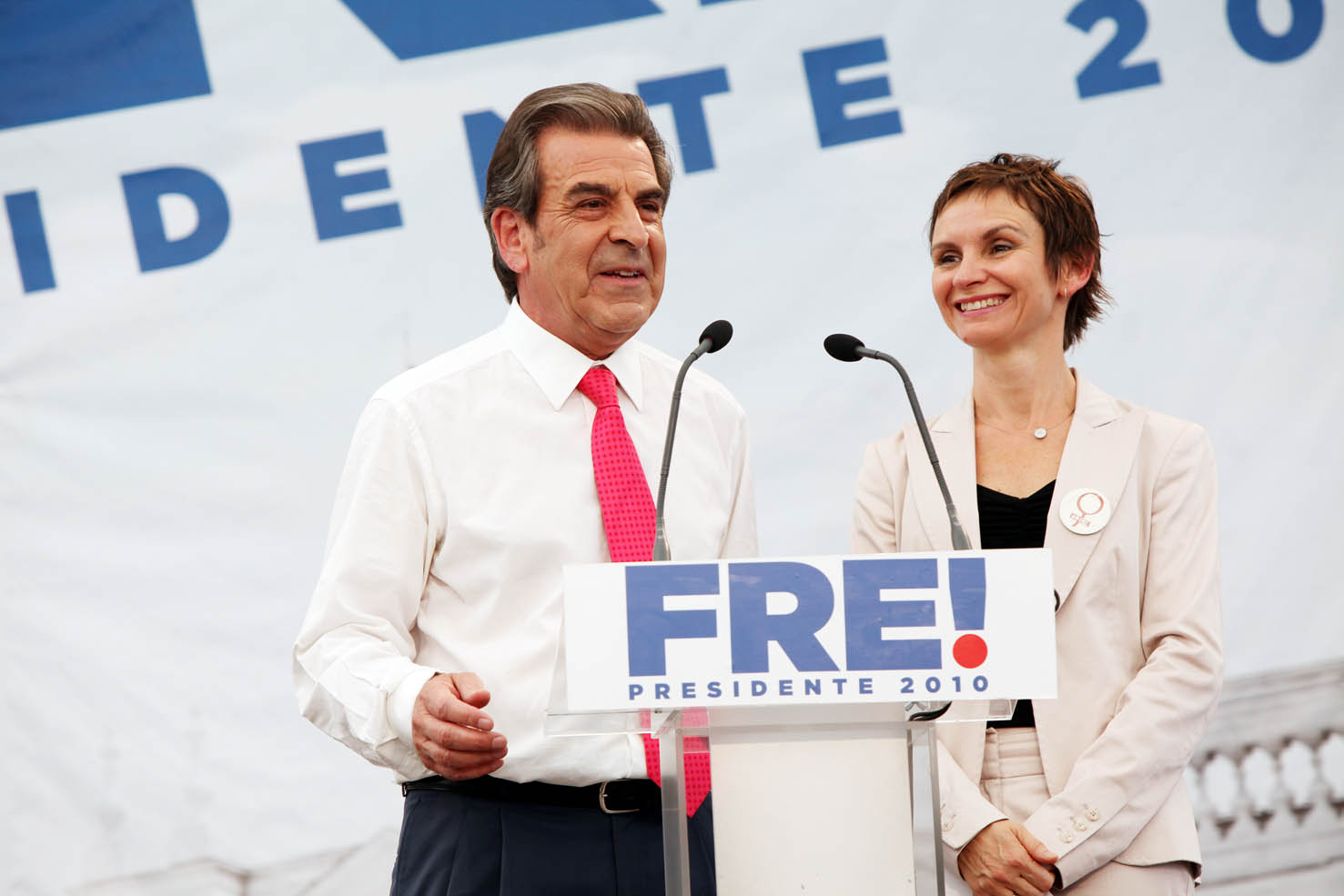
Eduardo Frei stellt Carolina Tohá als neue Wahlkampfmanagerin vor

Da Piñera den ersten Wahlgang mit großem Vorsprung für sich entschieden hatte, gab es keinen Grund, etwas an seiner erfolgreichen Strategie zu ändern. Er und seine Wahlkampfhelfer waren auf den Straßen und in den Medien noch immer äußerst präsent und setzten in ihrem professionell geführten Wahlkampf weiterhin auf positive Botschaften. Auch seinen Wahlkampfthemen – der Bekämpfung der Kriminalität und der Schaffung neuer Arbeitsplätze – blieb er treu. Für den zweiten Wahlgang legte er sich allerdings einen neuen Wahlkampfslogan zu. Mit der Losung „Súmate al cambio“ („Schließe dich dem Wechsel an“) inszenierte er sich als Hoffnungsträger für einen politischen Neuanfang.
Frei baute zunächst sein Wahlkampfteam um. Mit Carolina Tohá, Claudio Orrego und Ricardo Lagos Weber holte er sich drei bekannte Concertación-Politiker ins Boot, die in den Wochen vor der Stichwahl seinen Wahlkampf leiten sollten. Insbesondere die Beteiligung Tohás, die zuvor als Bachelets Regierungssprecherin tätig war, wurde als Signal gedeutet, dass die Präsidentin Frei stärker unterstützen wollte. Für Freis Kampagne stand im Vordergrund, die Unterstützer der beiden ausgeschiedenen Kandidaten auf seine Seite zu ziehen. Dieses Vorhaben erhielt einen raschen Schub, weil Arrate seine Anhänger bereits frühzeitig dazu aufrief, in der Stichwahl für Frei zu stimmen. Auch die evangelikalen Kirchen und der Gewerkschaftsbund CUT gaben eine Wahlempfehlung für Frei ab.
Enríquez-Ominami sträubte sich, Frei seine Unterstützung zuzusichern und stellte Bedingungen, an die er seine Unterstützung knüpfte. Er forderte den Rücktritt der vier Parteivorsitzenden der Concertación, um eine Verjüngung des Führungspersonals zu erreichen. Darüber hinaus erwartete er die Verabschiedung mehrerer Gesetzesvorhaben. Die Verantwortlichen des Mitte-links-Bündnisses kamen ihm teilweise entgegen: Der Vorsitzende der PPD, Pepe Auth, und der Vorsitzende der PRSD, José Antonio Gómez, traten von ihren Führungsposten zurück; die Vorsitzenden der Sozialisten und der Christdemokraten weigerten sich hingegen, dieser Forderung nachzukommen. Präsidentin Bachelet brachte zudem zwei dringliche Gesetzesvorlagen in den Kongress ein, die die öffentlichen Schulen stärken und das Wahlrecht reformieren sollten. Wenige Tage vor der Stichwahl sagte Enríquez-Ominami Frei schließlich seine Unterstützung zu, wirkte dabei allerdings sehr widerwillig. In seiner Rede verdeutlichte er, dass lediglich er persönlich Frei wählen werde, dies aber nicht als Aufruf an seine Anhänger zu verstehen sei. Zudem nannte er Frei nicht beim Namen, sondern sprach von ihn nur als dem „Kandidaten der 29 Prozent“.
Neben der Ankündigung, die Politik Bachelets fortzuführen, konzentrierte sich Freis Kampagne vor dem zweiten Wahlgang auf zwei Aspekte: Er unterstrich zum einen abermals die Nähe des Rechtsparteienbündnisses zu Pinochet, um damit ältere Wählerschichten anzusprechen. Ihnen wollte er vermitteln, dass es einen Unterschied mache, ob ein Kandidat der Concertación oder ein Vertreter der Rechtsparteien die Regierungsgeschäfte führt. Im Vorfeld der Stichwahl wurde bekannt, dass Freis eigener Vater ebenfalls unter Pinochets Herrschaft getötet worden war, was seiner Warnung breites Gehör verschaffte. Zweitens versuchte er hervorzuheben, dass er trotz seines Alters und seiner langjährigen Mitgliedschaft in der Concertación durchaus der Richtige sei, um einen internen Reformprozess anzustoßen und das Parteienbündnis zu modernisieren. Auf diese Weise versuchte er, vor allem jüngere Wähler anzusprechen.

### Zweite Wahlgang
Der zweite Wahlgang fand am 17. Januar 2010 statt. Mit 86,25 Prozent Wahlbeteiligung war diese im Vergleich zum ersten Wahlgang noch einmal gesunken. Es handelte sich um die niedrigste Wahlbeteiligung seit 1989. Abermals konnte Sebastián Piñera die meisten Stimmen auf sich vereinigen und erreichte mit 51,61 Prozent der Stimmen die absolute Mehrheit, so dass er zum neuen Präsidenten Chiles gewählt wurde. Er war damit der erste Rechtskandidat seit 1958, der in Chile auf demokratische Weise das Präsidentenamt erringen konnte. Zugleich beendete er damit die Siegesserie der seit 1989 regierenden Concertación bei Präsidentschaftswahlen.
Piñeras Konkurrent Frei erhielt 48,39 Prozent; der noch im vorigen Wahlgang große Abstand von mehr als eine Million Stimmen war auf nur noch mehr als 200.000 Stimmen geschrumpft. Er hatte eine beeindruckende Aufholjagd hingelegt, zumal Enríquez-Ominami ihm die direkte Unterstützung versagt hatte. Mit knapp drei Prozent Differenz war es die zweitknappste Präsidentschaftsentscheidung in Chile seit der Rückkehr zur Demokratie. Bereits vierzig Minuten nach Schließung der Wahllokale räumte Frei seine Niederlage ein und gratulierte Piñera zu dessen Wahlerfolg.
Nachdem Piñera im ersten Wahlgang noch in allen 15 Regionen des Landes die Mehrheit der Stimmen erreicht hatte, konnte er in der Stichwahl immerhin noch in zehn Regionen gewinnen. Die bevölkerungsreiche Hauptstadtregion sowie die Región de Valparaíso konnte Piñera deutlich für sich entscheiden. Den größten Vorsprung auf Frei erreichte er in der Región de Tarapacá, in der er seinen Gegner um mehr als 20 Prozent übertraf. Frei konnte die nördlichen Regionen Antofagasta, Atacama und Coquimbo sowie die zentralen Regionen O’Higgins und del Maule für sich entscheiden. Den größten Abstand auf Piñera erreichte er in der Region Coquimbo, wo sein Vorsprung elf Prozent betrug.

### Ergebnis
| Kandidaten                                 | Kandidaten              | Parteien                 | 1. Wahlgang | 1. Wahlgang | 2. Wahlgang | 2. Wahlgang |
| Kandidaten                                 | Kandidaten              | Parteien                 | Stimmen     | %           | Stimmen     | %           |
| ------------------------------------------ | ----------------------- | ------------------------ | ----------- | ----------- | ----------- | ----------- |
|                                            | Sebastián Piñera        | Coalición por el Cambio  | 3.074.164   | 44,1        | 3.591.182   | 51,6        |
|                                            | Eduardo Frei Ruiz-Tagle | Concertación             | 2.065.061   | 29,6        | 3.367.790   | 48,4        |
|                                            | Marco Enríquez-Ominami  | Nueva Mayoría para Chile | 1.405.124   | 20,1        |             |             |
|                                            | Jorge Arrate            | Juntos Podemos Más       | 433.195     | 6,2         |             |             |
| Gesamt                                     | Gesamt                  | Gesamt                   | 6.977.544   | 100         | 6.958.972   | 100         |
|                                            |                         |                          |             |             |             |             |
| Ungültige Stimmen                          | Ungültige Stimmen       | Ungültige Stimmen        | 286.592     | 3,9         | 244.399     | 3,4         |
| Wähler                                     | Wähler                  | Wähler                   | 7.264.136   | 87,7        | 7.203.371   | 86,9        |
| Wahlberechtigte                            | Wahlberechtigte         | Wahlberechtigte          | 8.285.186   |             | 8.285.186   |             |
|                                            |                         |                          |             |             |             |             |
| Quellen: SERVEL, 1. Wahlgang – 2. Wahlgang |                         |                          |             |             |             |             |

## Parlamentswahl

### Ergebnis

#### Abgeordnetenkammer
| Wahlbündnisse                     | Wahlbündnisse            | Listen                               | Stimmen   | %    | Mandate |
| --------------------------------- | ------------------------ | ------------------------------------ | --------- | ---- | ------- |
|                                   | Concertación             | Partido Demócrata Cristiano de Chile | 940.265   | 14,2 | 19      |
| Partido por la Democracia         | Concertación             | 839.744                              | 12,7      | 18   |         |
| Partido Socialista de Chile       | Concertación             | 653.367                              | 9,9       | 11   |         |
| Partido Radical Socialdemócrata   | Concertación             | 251.456                              | 3,8       | 5    |         |
| Partido Comunista de Chile        | Concertación             | 133.718                              | 2,0       | 3    |         |
| Unabhängige                       | Concertación             | 115.828                              | 1,8       | 1    |         |
| ↳ Gesamt                          | Concertación             | 2.934.378                            | 44,4      | 57   |         |
|                                   | Coalición por el Cambio  | Unión Demócrata Independiente        | 1.525.000 | 23,1 | 37      |
| Renovación Nacional               | Coalición por el Cambio  | 1.178.392                            | 17,8      | 18   |         |
| Chile Primero                     | Coalición por el Cambio  | 18.021                               | 0,3       | –    |         |
| Unabhängige                       | Coalición por el Cambio  | 153.261                              | 2,3       | 3    |         |
| ↳ Gesamt                          | Coalición por el Cambio  | 2.874.674                            | 43,5      | 58   |         |
|                                   | Chile Limpio Vote Feliz  | Partido Regionalista Independiente   | 264.466   | 4,0  | 3       |
| Movimiento Amplio Social          | Chile Limpio Vote Feliz  | 26.440                               | 0,4       | –    |         |
| Unabhängige                       | Chile Limpio Vote Feliz  | 65.892                               | 1,0       | –    |         |
| ↳ Gesamt                          | Chile Limpio Vote Feliz  | 356.798                              | 5,4       | 3    |         |
|                                   | Nueva Mayoría para Chile | Partido Humanista de Chile           | 95.177    | 1,4  | –       |
| Partido Ecologista Verde de Chile | Nueva Mayoría para Chile | 3.815                                | 0,1       | –    |         |
| Unabhängige                       | Nueva Mayoría para Chile | 203.635                              | 3,1       | –    |         |
| ↳ Gesamt                          | Nueva Mayoría para Chile | 302.627                              | 4,6       | –    |         |
|                                   | Unabhängige              | Unabhängige                          | 147.379   | 2,2  | 2       |
| Gesamt                            | Gesamt                   | Gesamt                               | 6.615.856 | 100  | 120     |
|                                   |                          |                                      |           |      |         |
| Ungültige Stimmen                 | Ungültige Stimmen        | Ungültige Stimmen                    | 647.681   | 8,9  |         |
| Wähler                            | Wähler                   | Wähler                               | 7.263.537 | 87,7 |         |
| Wahlberechtigte                   | Wahlberechtigte          | Wahlberechtigte                      | 8.285.186 |      |         |
|                                   |                          |                                      |           |      |         |
| Quelle: SERVEL                    |                          |                                      |           |      |         |

#### Senat
| Wahlbündnisse                   | Wahlbündnisse            | Listen                               | Stimmen   | %    | Mandate |
| ------------------------------- | ------------------------ | ------------------------------------ | --------- | ---- | ------- |
|                                 | Coalición por el Cambio  | Renovación Nacional                  | 382.728   | 20,2 | 6       |
| Unión Demócrata Independiente   | Coalición por el Cambio  | 403.741                              | 21,3      | 3    |         |
| Unabhängige                     | Coalición por el Cambio  | 70.124                               | 3,7       | –    |         |
| ↳ Gesamt                        | Coalición por el Cambio  | 856.593                              | 45,2      | 9    |         |
|                                 | Concertación             | Partido Demócrata Cristiano de Chile | 314.145   | 16,6 | 4       |
| Partido por la Democracia       | Concertación             | 262.503                              | 13,8      | 3    |         |
| Partido Socialista de Chile     | Concertación             | 175.017                              | 9,2       | 2    |         |
| Partido Radical Socialdemócrata | Concertación             | 68.482                               | 3,6       | –    |         |
| ↳ Gesamt                        | Concertación             | 820.147                              | 43,3      | 9    |         |
|                                 | Chile Limpio Vote Feliz  | Partido Regionalista Independiente   | 46.730    | 2,5  | –       |
| Unabhängige                     | Chile Limpio Vote Feliz  | 75.311                               | 4,0       | –    |         |
| ↳ Gesamt                        | Chile Limpio Vote Feliz  | 122.041                              | 6,4       | –    |         |
|                                 | Nueva Mayoría para Chile | Partido Humanista de Chile           | 12.974    | 0,7  | –       |
| Unabhängige                     | Nueva Mayoría para Chile | 79.266                               | 4,2       | –    |         |
| ↳ Gesamt                        | Nueva Mayoría para Chile | 92.240                               | 4,9       | –    |         |
|                                 | Unabhängige              | Unabhängige                          | 4.461     | 0,2  | –       |
| Gesamt                          | Gesamt                   | Gesamt                               | 1.895.482 | 100  | 18      |
|                                 |                          |                                      |           |      |         |
| Ungültige Stimmen               | Ungültige Stimmen        | Ungültige Stimmen                    | 157.998   | 7,7  |         |
| Wähler                          | Wähler                   | Wähler                               | 2.053.480 | 85,8 |         |
| Wahlberechtigte                 | Wahlberechtigte          | Wahlberechtigte                      | 2.392.477 |      |         |
|                                 |                          |                                      |           |      |         |
| Quelle: SERVEL                  |                          |                                      |           |      |         |

## Auswirkungen

### Reaktionen

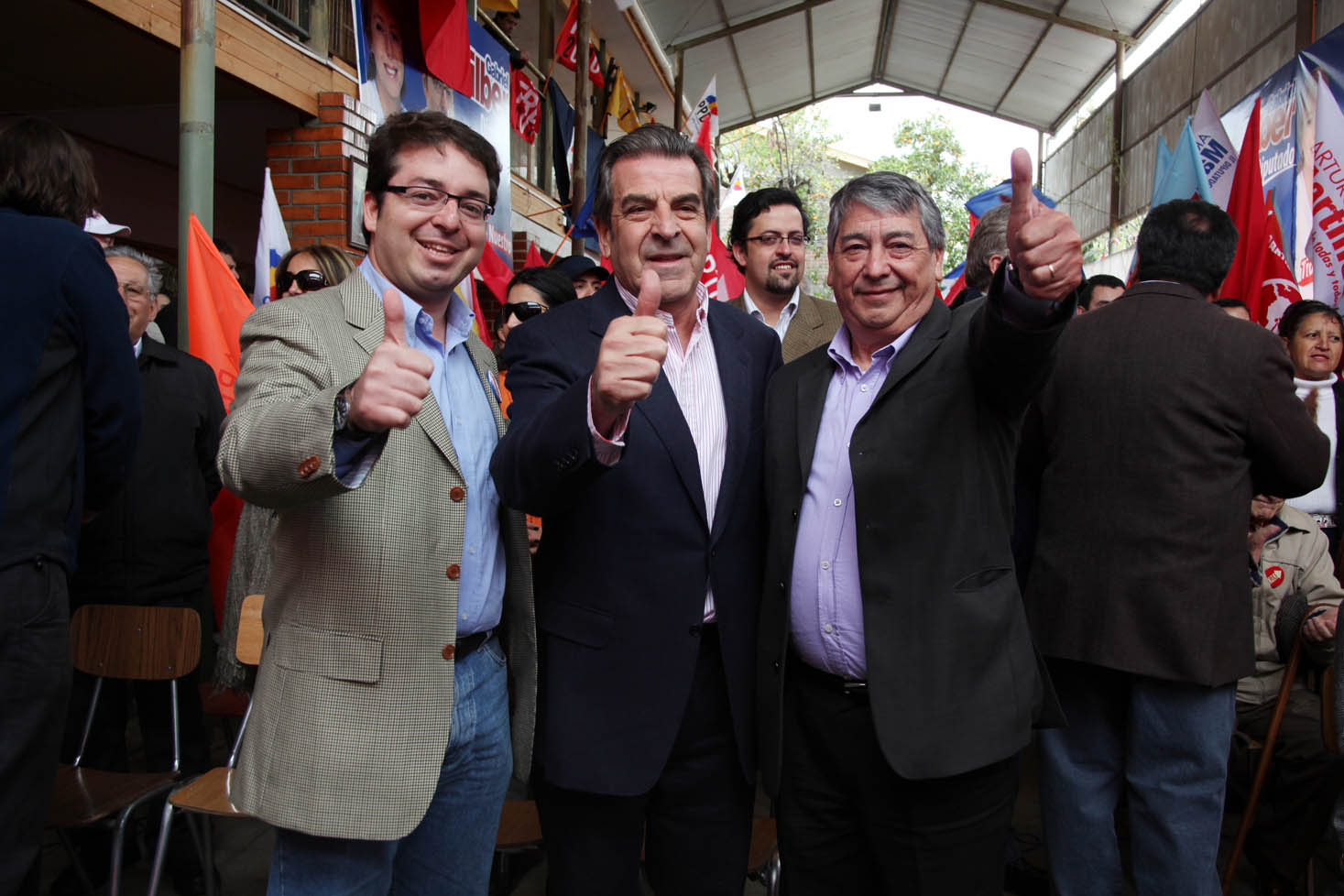
CUT-Vorsitzender Arturo Martínez (r.) bei einer Wahlkampfveranstaltung mit Präsidentschaftskandidat Frei (M.)

Die Reaktionen auf den Wahlsieg Piñeras fielen in Chile je nach politischem Lager unterschiedlich aus: Die nationale Handelskammer begrüßte den Wahlausgang und forderte eine flexiblere Gestaltung des Arbeitsrechts sowie eine Senkung des Mindestlohns für 18- bis 21-Jährige. Dem widersprach der zentrale Dachverband der Gewerkschaften CUT und warnte vor Einschnitten bei Arbeitnehmerrechten. Der CUT-Vorsitzende Arturo Martínez fürchtete, dass mit einem Präsidenten des rechten Lagers fortan ein anderer Wind in Chile wehen könnte: „Die Arbeitgeber trauen sich nun die Barbareien auszusprechen, die sie vorher nicht öffentlich zu machen wagten. Sie fühlen sich durch den Sieg eines der Ihren geschützt.“
Menschenrechtsorganisationen betrachteten Piñeras Erfolg ebenfalls kritisch. Die Vereinigung der Angehörigen von Verschwundenen (AFDD) warf ihm im Umgang mit der Militärdiktatur Doppelzüngigkeit vor, da er zwar einerseits betonte, selbst gegen die Diktatur gewesen zu sein, andererseits aber die Ansicht vertrat, dass Mitglieder der Militärregierung, die sich keiner Verbrechen schuldig gemacht hätten, erneut Posten in der Regierung wahrnehmen könnten. Seine Ankündigung, in seiner Amtszeit würden laufende Prozesse gegen Angehörige der Militärdiktatur zu Ende gebracht, wurden von der AFDD als „eine Weichenstellung für Straffreiheit“ interpretiert.

### Zukunft der Concertación
Bereits einen Tag nach der Wahlniederlage wurde über die Auflösung der krisengeschüttelten Concertación spekuliert. Nachdem zwei der vier Parteivorsitzenden zwischen den beiden Wahlgängen zurückgetreten waren, gerieten nun die beiden verbliebenen unter Druck. Die Jugendorganisation der Christdemokraten besetzte die Parteizentrale und forderte den Rücktritt des Vorsitzenden Juan Carlos Latorre. In allen Parteien riefen Mitglieder zu einer Verjüngung und Modernisierung der jeweiligen Partei auf.
Es wurden verschiedene Szenarien für den Fortbestand der Concertación diskutiert: Da Piñera über keine eigene Parlamentsmehrheit verfügte, war er auf die Mitarbeit anderer Parteien angewiesen. Es war daher klar, dass er versuchen würde, die moderateren Kräfte innerhalb der Concertación in seine politischen Entscheidungen einzubinden. Der unterlegene Kandidat Frei versicherte nach der Wahl, sein Parteienbündnis werde einer konstruktiven Zusammenarbeit mit dem neuen Regierungslager nicht im Wege stehen. Befürchtet wurde allerdings eine innere Zerreißprobe, vor allem für die PDC und die PRSD, die pragmatischer ausgerichtet sind als die beiden sozialistischen Parteien der Concertación. Es wurde spekuliert, die Koalition könnte daran zerbrechen, weil sich bei der PDC und der PRSD ein Vertrauensverhältnis zu den Regierungsparteien aufbauen könnte. Von der PS und der PPD wurde dagegen nicht erwartet, dass sie ihre Vorbehalte gegenüber dem rechten Lager ohne Weiteres überwinden können, um mit ihm zusammenzuarbeiten. Aus Sorge um die Rechte von Arbeitern und Gewerkschaften erteilte etwa der Präsident der PS, Camilo Escalona, der neuen Regierung bereits kurz nach der Wahl eine Absage. Vielmehr müsse die erfolgreiche Sozialpolitik der letzten zwanzig Jahre mit allen Mitteln verteidigt werden. Ebenfalls als möglich wurde angesehen, dass es den Mitte-links-Parteien gelingt, ihre internen Streitigkeiten zu überwinden, ihre Reihen zu schließen, sodass in der Folge beide Bündnisse fortbestehen.
Im Laufe der ersten Regierungszeit Piñeras hat sich an der Blockaufteilung dann jedoch wenig geändert. Im linken Lager kam es allerdings vor den nächsten Wahlen zu einer Neuaufstellung, nachdem sich den vier Parteien der Concertación noch weitere progressive Splitterparteien angeschlossen hatten. Um dem erweiterten politischen Spektrum Rechnung zu tragen, trat das Bündnis nun unter dem neuen Namen „Nueva Mayoría“ an.

### Regierungsbildung und Vereidigung

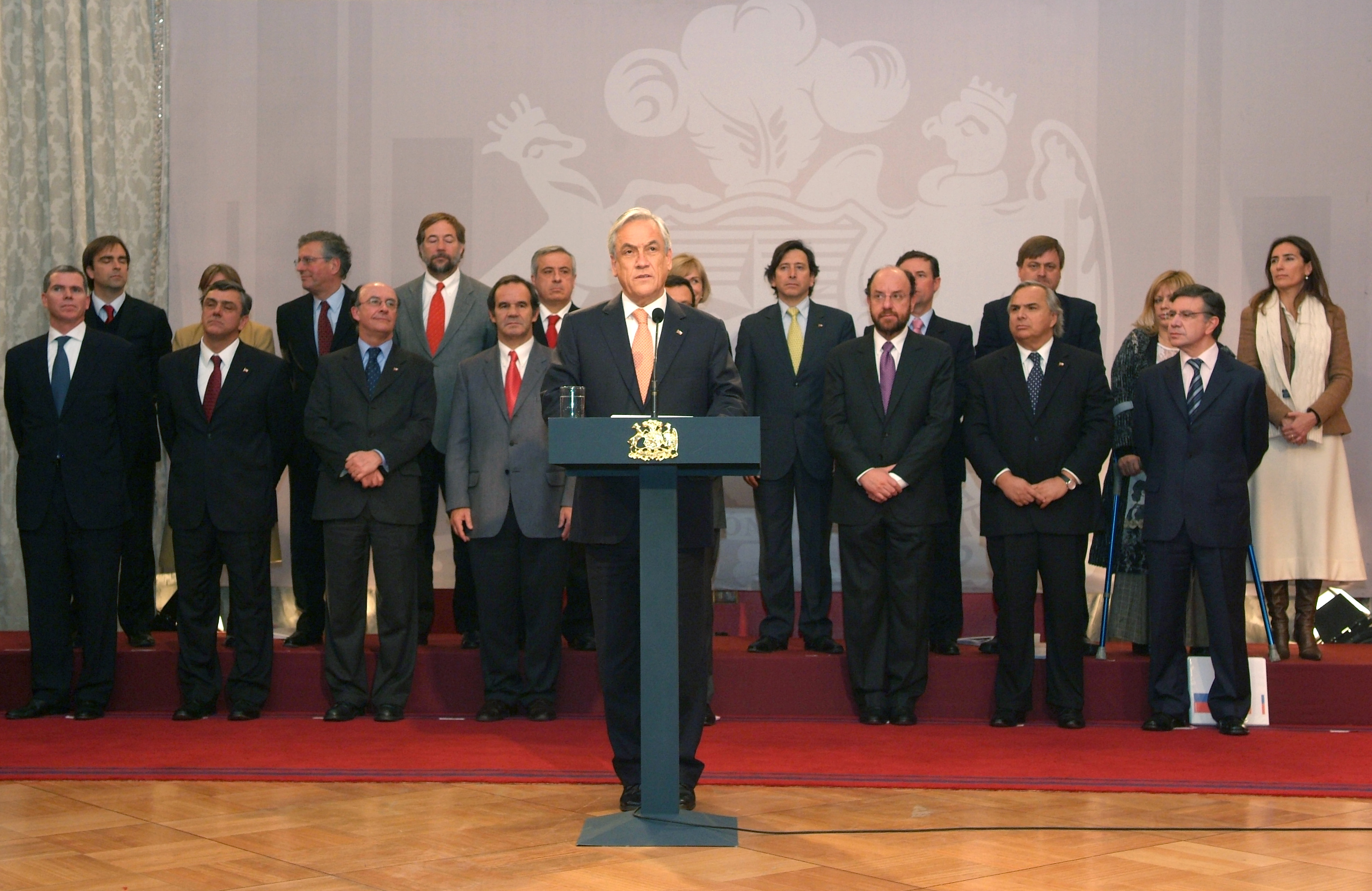
Präsident Piñera bei der Präsentation seines Kabinetts

Rund drei Wochen nach der gewonnenen Stichwahl präsentierte Piñera am 9. Februar im Nationalmuseum in Santiago die neue Regierung. Im Gegensatz zu früheren chilenischen Regierungen hatte er sich bei der Besetzung nicht von Kriterien wie Geschlecht, Alter oder Parteizugehörigkeit leiten lassen. Stattdessen plante er für jeden Kabinettsposten den Kandidaten auszuwählen, der am Ehesten die Fähigkeiten dazu besaß. Anstelle von Parteimitgliedern plante er seine Regierung vor allem mit Personen aus dem wirtschaftlichen und wissenschaftlichen Umfeld zu besetzen.
Mit 22 Ministern war Piñeras Kabinett das größte der vergangenen zwanzig Jahre. Nur je vier Personen gehörten der RN und der UDI an, die meisten Ministerposten wurden mit unabhängigen Personen besetzt. Bei den Berufen dominierten die Wirtschaftsingenieure mit acht Ministerposten, gefolgt von Ökonomen mit sechs und Anwälten mit vier. Das Kabinett war von Männern dominiert, nur sechs Ministerien wurden von Frauen geführt. Mit dem Christdemokraten Jaime Ravinet gehörte sogar ein Mitglied der Concertación zu seiner Regierungsmannschaft, wenngleich er noch vor seiner Vereidigung aus der Partei austrat. Ursprünglich wollte Piñera weder Parlamentsmitglieder noch Wahlverlierer nominieren. Es sei dem Wähler schwer zu vermitteln, dass ein Repräsentant nicht mehr die Aufgaben wahrnehmen könne, für die er gewählt worden sei. Zudem handele es sich bei Kabinettsposten nicht um einen Trostpreis. Von beiden Vorsätzen rückte er jedoch ab, denn mit Ena von Baer, Joaquín Lavín und Catalina Parot waren drei Minister vertreten, die zuvor den Sprung ins Parlament verpasst hatten. Bei einer Kabinettsumbildung im Frühjahr 2011 ernannte er zudem die Senatoren Andrés Allamand und Evelyn Matthei zu Ministern.

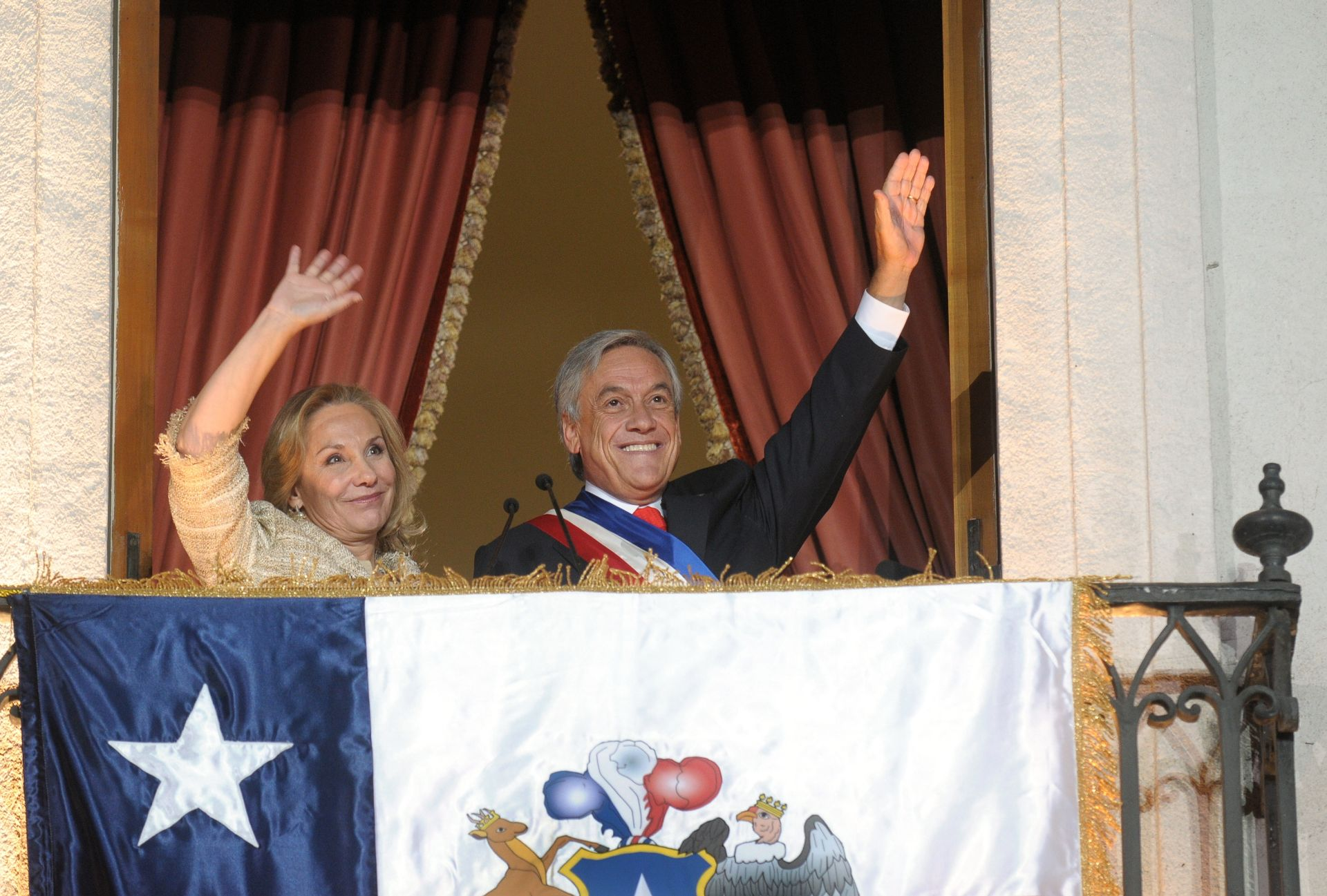
Piñera mit Ehefrau Cecilia Morel nach der Vereidigung

Am 11. März 2010 wurde Piñera als neuer Präsident Chiles vereidigt. Die Zeremonie stand unter dem Eindruck des Erdbebens, das sich knapp zwei Wochen zuvor vor der Küste der Region del Maule ereignet hatte. Bei dem Beben und dem folgenden Tsunami waren 600 Menschen ums Leben gekommen und Schäden in Milliardenhöhe entstanden. Statt eines großen Festakts in der Hauptstadt Santiago fand daher eine schlichte Zeremonie in der Hafenstadt Valparaíso statt. Wenige Minuten vor der Amtseinführung ereignete sich das Erdbeben in Pichilemu, das auch in Valparaíso deutlich zu spüren war und zahlreiche Anwesende kurzzeitig in Aufregung versetzte. Die Vereidigung konnte dennoch ohne weitere Zwischenfälle abgehalten werden. Die scheidende Präsidentin Bachelet zog ein positives Fazit ihrer Regierungszeit und wünschte Piñera viel Erfolg bei seiner Arbeit. Die Präsidentenschärpe überreichte der Präsident des Senats, Jorge Pizarro.

## Analyse
In den meisten Analysen zum Ausgang der chilenischen Präsidentschaftswahlen wird deutlich, dass Piñera seinen Wahlsieg vor allem dem schwachen Auftreten der bisherigen Regierungskoalition zu verdanken hat. Insbesondere die Entscheidung, den internen Auswahlprozess geschlossen abzuhalten, hat sich als Fehler erwiesen. Während Vorwahlen üblicherweise die Legitimität des gekürten Kandidaten stärken, war Eduardo Freis Position nach seiner Wahl geschwächt. Der Ausschluss von Marco Enríquez-Ominami erweckte den Eindruck, der gesamte Prozess sei darauf ausgelegt, wettbewerbsfähige Kandidaten von vornherein fernzuhalten, um Frei eine möglichst einfache Nominierung zu ermöglichen. Als Reaktion auf die geschlossenen Vorwahlen kehrten zahlreiche bekannte Concertación-Politiker dem Bündnis den Rücken, was dessen interne Zerstrittenheit dokumentierte. Auch die Entscheidung, den früheren Präsidenten Frei anstelle eines jüngeren Kandidaten zu nominieren, dürfte zur Niederlage der Concertación beigetragen haben. Aufgrund des chaotischen Zustandekommens seiner Kandidatur und seiner farblosen Persönlichkeit hatte er stets mit dem Makel zu kämpfen, lediglich ein Kompromisskandidat zu sein. Bei den vorigen beiden Präsidentschaftswahlen war die Kandidatenauswahl der Concertación der Schlüssel zum Erfolg gewesen, weil sowohl Lagos als auch Bachelet für Kontinuität und Erneuerung gleichermaßen standen. Frei hingegen stand für die Vergangenheit des Regierungsbündnisses. Daher kommen zahlreiche Analysten zu dem Schluss, die Wähler hätten eher gegen die Concertación statt für Piñera gestimmt.
Ein weiterer Baustein für den Erfolg Piñeras war, dass er im Vergleich zur vorangegangenen Wahl seine Wählerschaft erweitern konnte. In der Oberschicht war seine Zustimmung ohnehin immer hoch. Bei dieser Wahl jedoch gelang es ihm, seine Unterstützung in der chilenischen Mittelschicht auszubauen, die das klassische Rückgrat der Concertación bildete. Frei hingegen konnte lediglich bei den ärmeren Schichten punkten. Möglicherweise ist Frei an dieser Stelle der erfolgreichen Wirtschaftspolitik der letzten zwanzig Jahre zum Opfer gefallen, denn im Zuge dieser Politik sind zahlreiche Chilenen in die Mittelschicht aufgestiegen, die von Piñera speziell im Wahlkampf umworben wurde. Bei früheren Wahlen war die strikte Rechts-Links-Unterscheidung, die Pinochet-Gegner und Pinochet-Befürworter voneinander trennte, stärker ins Gewicht gefallen. Kandidaten des rechten Spektrums hatten es wegen ihrer Verbundenheit mit der Pinochet-Diktatur schwerer. Dieser Effekt hatte sich im Vorfeld der Präsidentschaftswahl 2009 bereits deutlich abgeschwächt, zumal mit Piñera ein Kandidat zur Wahl stand, der sich als Mitte-rechts-Vertreter darstellte, 1988 selbst für die Abwahl Pinochets gewesen war, für die Wahrung der Menschenrechte eintrat und mit der Vergangenheit abschließen wollte.
Ein weiterer Grund für Piñeras Wahlsieg war die größere Geschlossenheit innerhalb seines Bündnisses. Zwischen RN und UDI hatte es immer wieder Uneinigkeit gegeben, was dazu geführt hatte, dass sie je eigene Präsidentschaftskandidaten nominiert hatten. Diese hatten sich dann gegenseitig die Stimmen abgenommen. Von diesem Phänomen der Stimmenaufteilung war bei dieser Wahl lediglich die Concertación betroffen, wohingegen Piñeras Bündnis Geschlossenheit und Loyalität vermittelte.
Enríquez-Ominamis Achtungserfolg im ersten Wahlgang lässt sich vor allem mit den internen Streitigkeiten der Concertación erklären. Er positionierte sich als eine wählbare Alternative für all jene, die mit dem Stil der Regierungskoalition unzufrieden waren, aber dennoch nicht zum Rechtsparteienblock wechseln wollten. Zudem nützte ihm der hohe Grad der Personalisierung in der chilenischen Politik, denn vor allem bei den persönlichen Attributen wie Charisma und Volksnähe hatte er gute Umfragewerte. Dass es für ihn nicht zu mehr reichte, lag vor allem an seiner jugendlichen Zielgruppe. Ein Großteil der jungen Chilenen ist nicht ins Wahlregister eingetragen und daher auch nicht stimmberechtigt. In einer Umfrage, die die Präferenzen von Wahlberechtigten und Nicht-Wahlberechtigten addierte, lag Enríquez-Ominami knapp vor Frei und hätte sich damit für die Stichwahl qualifiziert. Doch er scheiterte nicht nur an den Schwächen des Wahlrechts. Nur wenige trauten ihm zu, die nötige Regierungsfähigkeit zu besitzen und lediglich 32 Prozent der Wähler empfanden ihn als reif genug für das Präsidentenamt. Frei und Piñera kamen in dieser Schlüsselkategorie auf Werte von je fast 60 Prozent.